# Freistaat Preußen
Der Freistaat Preußen war das größte Land des Deutschen Reiches während der Weimarer Republik. Es war ein nach der Novemberrevolution 1918 als parlamentarische Demokratie aus dem Königreich Preußen  hervorgegangener Freistaat. Im Reich erwies sich das Land Preußen politisch stabiler als das Reich. Das Land Preußen wurde fast durchweg von den Parteien der Weimarer Koalition regiert: von SPD, DDP und Zentrum, zeitweise erweitert um die DVP. Mit nur kurzen Unterbrechungen stellten die Sozialdemokraten mit Paul Hirsch und Otto Braun den Ministerpräsidenten. Vor allem die Innenminister Carl Severing und Albert Grzesinski brachten die Reform von Verwaltung und Polizei des Landes im republikanischen Sinne voran, sodass Preußen in der Weimarer Zeit als Bollwerk der Demokratie galt.
Am 20. Juli 1932 unterstellte Reichskanzler Franz von Papen im „Preußenschlag“ das Land der Reichsregierung und nahm ihm so seine Eigenständigkeit. Die preußische Regierung verschmolz ab 1934 bis auf das Finanzministerium mit der Reichsregierung.
Nach dem Ende des Zweiten Weltkrieges bestimmte das Kontrollratsgesetz Nr. 46 vom 25. Februar 1947 auch de jure die Auflösung Preußens.

## Revolution und Verfassungsgebung

### Novemberrevolution
Max von Baden, der letzte Kanzler des Deutschen Kaiserreichs, war wie die meisten seiner Vorgänger zugleich Ministerpräsident von Preußen. Am 9. November 1918 verkündete er den Thronverzicht Wilhelms II. als Deutscher Kaiser und König von Preußen. Aus dem Königreich  wurde der Freistaat Preußen.
Das Amt des Reichskanzlers übertrug Max von Baden am selben Tag auf Friedrich Ebert. Dieser war Vorsitzender der MSPD, welche die größte Fraktion im Reichstag stellte. Ebert wiederum beauftragte Paul Hirsch, den Fraktionsvorsitzenden der MSPD im preußischen Abgeordnetenhaus, mit der Aufrechterhaltung von Ruhe und Ordnung in Preußen. Der letzte Innenminister des Königreichs Preußen, Bill Drews, legitimierte die Übertragung der faktischen Regierungsgewalt an Hirsch. Am 10. November sah sich Ebert gezwungen, mit Vertretern der USPD eine gemeinsame Regierung, den Rat der Volksbeauftragten, zu bilden und ein Bündnis mit der Rätebewegung einzugehen.
Am 12. November 1918 erschienen die Beauftragten des Vollzugsrates der Arbeiter- und Soldatenräte Großberlins, unter ihnen Paul Hirsch, Otto Braun und Adolph Hoffmann, beim bisherigen Vizepräsidenten des preußischen Staatsministeriums Robert Friedberg. Sie erklärten die bisherige Regierung für abgesetzt und beanspruchten die Leitung der Staatsgeschäfte für sich. Noch am selben Tag gaben die Beauftragten des Vollzugsrates die Anweisung heraus, dass alle Organe des Staates ihre Arbeit wie gewohnt fortsetzen sollten. In einem Manifest an die Bevölkerung unter dem Titel An das preußische Volk! hieß es, dass es darum gehe, „das alte, von Grund auf reaktionäre Preußen […] in einen völlig demokratischen Bestandteil der einheitlichen Volksrepublik“ zu verwandeln.

### Revolutionskabinett

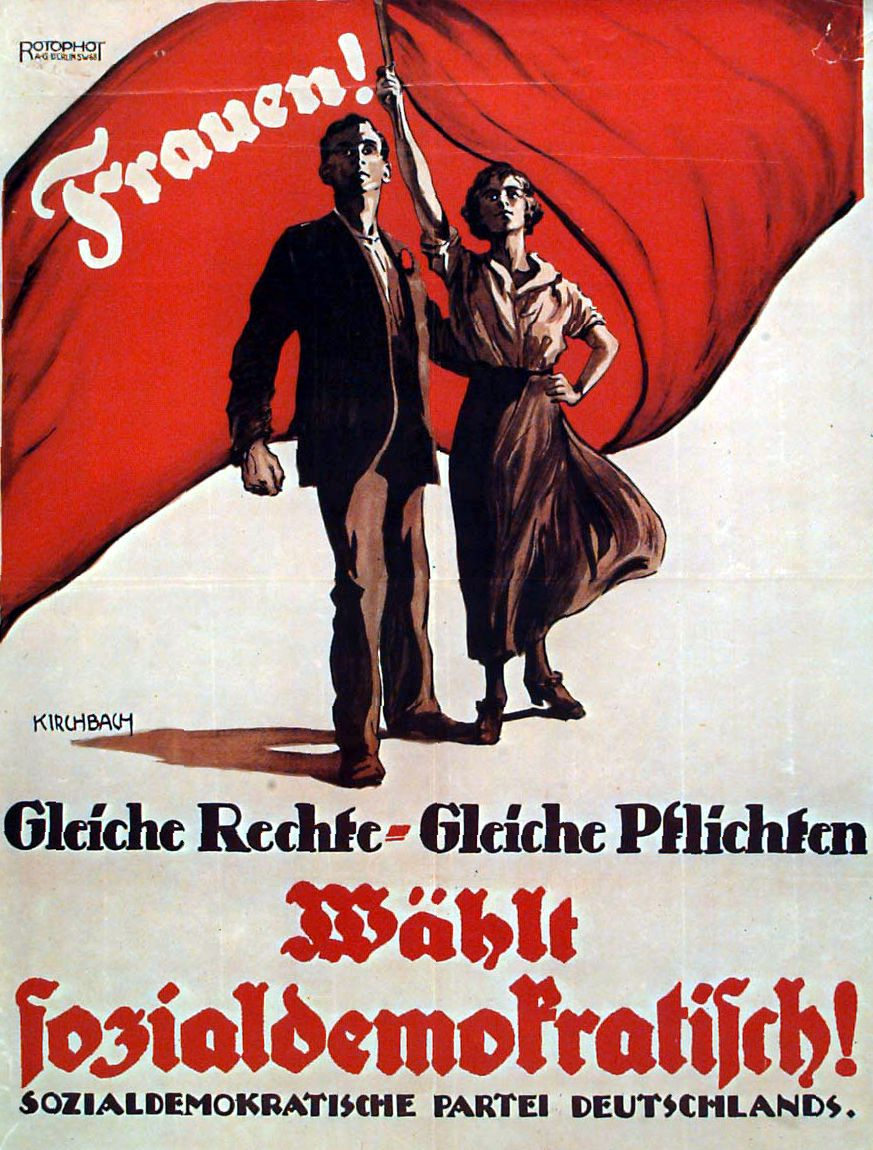
Wahlkampfplakat der SPD 1919

Bereits am 13. November beschlagnahmte die neue Regierung den Kronfideikommiss, den königlichen Besitz, und unterstellte ihn dem Finanzministerium. Am Tag darauf bildeten Mehrheits- und Unabhängige Sozialdemokraten nach dem Muster der Koalition auf Reichsebene das preußische Revolutionskabinett. Ihm gehörten Paul Hirsch, Eugen Ernst und Otto Braun von der MSPD sowie Heinrich Ströbel, Adolph Hoffmann und Kurt Rosenfeld von der USPD an. Fast alle Ministerien wurden mit Ministern beider Parteien doppelt besetzt. Das Kultusministerium etwa teilten sich der Volksbeauftragte Hoffmann (USPD) und Konrad Haenisch (MSPD). Gemeinsame Vorsitzende der Regierung wurden Hirsch und Ströbel. Es kamen weitere parteilose oder anderen politischen Lagern angehörende Fachminister hinzu. Dies gilt für den Posten des Kriegsministers – zunächst Heinrich Schëuch und ab Januar 1919 Walther Reinhardt –, des Handelsministers (Otto Fischbeck, DDP) oder des Ministers für öffentliche Arbeiten (Wilhelm Hoff). Dem engeren, ausschlaggebenden „politischen Kabinett“ gehörten aber nur die Politiker der beiden Arbeiterparteien an. Da die Führungsqualitäten der beiden Vorsitzenden vergleichsweise gering waren, gaben vor allem Otto Braun und Adolph Hoffmann den Ton in der provisorischen Regierung an.

### Wandel und seine Grenzen
Am 14. November wurde das Herrenhaus abgeschafft und das Abgeordnetenhaus aufgelöst. Allerdings blieb in den ersten Jahren der Austausch der politischen Eliten begrenzt. Die ehemals königlichen Landräte amtierten vielfach so weiter, als ob es keine Revolution gegeben hätte. Entsprechende Klagen der Arbeiterräte wies Innenminister Wolfgang Heine entweder ab, oder er ignorierte sie. Wenn konservative Landräte selbst um ihre Entlassung ersuchten, wurden sie gebeten zu bleiben, um Ruhe und Ordnung aufrechtzuerhalten.
Die Regierung erließ am 23. Dezember die Verordnung zur Wahl einer verfassunggebenden Landesversammlung. An die Stelle des Dreiklassenwahlrechts trat das allgemeine, freie und geheime Wahlrecht für Männer und Frauen. Allerdings dauerte es auf der kommunalen Ebene acht Monate, ehe die alten Gremien durch demokratisch legitimierte ersetzt wurden. Überlegungen zu einer grundlegenden Reform der Eigentumsverhältnisse auf dem Land, insbesondere die Aufteilung des Großgrundbesitzes, kamen nicht zum Tragen, vielmehr blieben sogar die Gutsbezirke als politische Machtbasis der großen Landbesitzer zunächst erhalten.

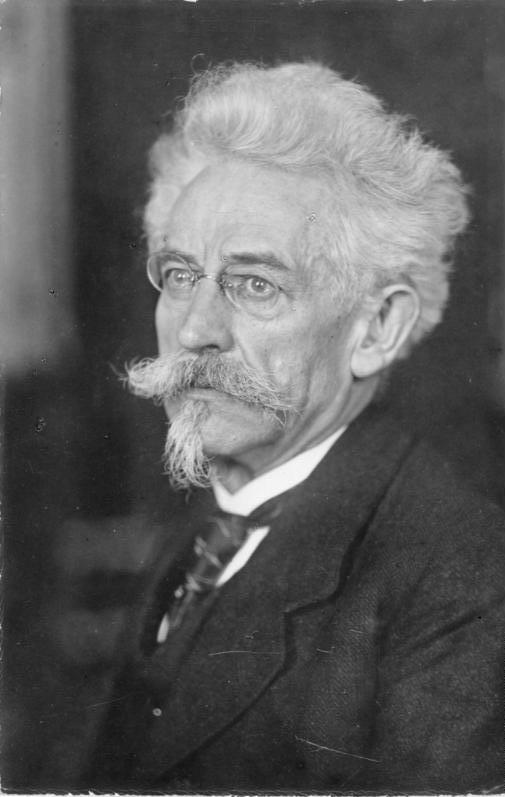
Adolph Hoffmann (1911)

Im Bereich der Bildungspolitik begann Kultusminister Adolph Hoffmann mit der Abschaffung des Religionsunterrichts die Trennung von Kirche und Staat voranzutreiben. Dieser Schritt löste allerdings in den katholischen Gebieten erhebliche Unruhe und Erinnerungen an den Kulturkampf aus. Ende Dezember 1919 nahm der MSPD-Minister Konrad Haenisch den Erlass Hoffmanns wieder zurück. Ministerpräsident Hirsch versicherte in einem Schreiben an den Kölner Erzbischof Kardinal Felix von Hartmann, dass die Bestimmungen Hoffmanns über das Ende der geistlichen Schulaufsicht rechtswidrig gewesen seien, weil sie nicht im Kabinett abgestimmt worden waren. Stärker als alle anderen Maßnahmen der Regierung brachte die sozialistische Kulturpolitik Hoffmanns große Teile der Bevölkerung gegen die Revolution auf.
Im Wahlkampf für die preußische Landesversammlung spielte die Werbung um die weiblichen Wähler eine wichtige Rolle. In den katholischen Regionen des Landes löste das antiklerikale Schulprogramm des Kultusministers Hoffmann die Furcht vor einer Rückkehr zum Kulturkampf aus; hierdurch gelang es dem Zentrum, seine Wählerbasis zu mobilisieren.
Die Weihnachtsunruhen in Berlin zwischen der Volksmarinedivision und dem nach dem Ebert-Groener-Pakt entsandten Garde-Schützenregiment führten wie im Reich auch in Preußen zum Rückzug der USPD aus der Regierung. Die Entlassung des USPD-Politikers Emil Eichhorn als Polizeipräsident Berlins löste den Spartakusaufstand vom 5. bis 12. Januar 1919 aus.

### Separatistische Tendenzen und drohende Zerschlagung

Vorschlag zur Neugliederung des Reichsgebietes in 14 Freistaaten nach Hugo Preuß, 1919

Der Fortbestand Preußens war nach der Revolution keineswegs gesichert. Aus Furcht vor einer roten Diktatur rief der Beirat des rheinischen Zentrums am 4. Dezember 1918 zur Bildung einer von Preußen unabhängigen Rheinischen Republik auf. In der Provinz Hannover unterschrieben 100.000 Menschen den Aufruf zur Schaffung territorialer Autonomie. In Schlesien gab es Bestrebungen zur Bildung eines selbstständigen Landes. In den östlichen Provinzen kam es Weihnachten 1918 zu einer Revolte mit dem Ziel der Wiederherstellung eines polnischen Staates. Die Bewegung erfasste bald die gesamte Provinz Posen und nahm schließlich den Charakter eines Guerillakrieges an.
Aber auch für viele Befürworter der Republik schien die preußische Dominanz eine gefährliche Belastung für das Reich. Hugo Preuß sah daher in seinen ursprünglichen Ideen für die neue Reichsverfassung die Zerschlagung Preußens in verschiedene kleinere Staaten vor. Angesichts der preußischen Dominanz im Kaiserreich gab es dafür durchaus Sympathien. Der Volksbeauftragte Otto Landsberg äußerte dazu: „Preußen hat seine Stellung mit dem Schwert erobert und dieses Schwert ist zerbrochen. Wenn Deutschland leben soll, muss Preußen in seiner bisherigen Gestalt sterben.“ Die sodann in der Reichsverfassung vorgesehene Möglichkeit der Neugliederung der Länder führte in den folgenden Jahren zu einer Debatte über eine Reichsreform, in deren Verlauf 1928 etwa die Reichsland-Lösung vorgetragen wurde, die Idee einer Umwandlung Preußens in ein Reichsland, die allerdings an Widerständen in Preußen und Bayern scheiterte.
Die neue sozialistische Regierung Preußens stand der bereits 1918/1919 aufgeworfenen Frage der Auflösung Preußens ablehnend gegenüber. Am 23. Januar sprachen sich die Teilnehmer einer Krisensitzung von Zentralrat und der damaligen provisorischen Regierung gegen eine Auflösung Preußens aus. Bei Enthaltung des Zentrums beschloss die Landesversammlung während ihrer ersten Sitzungen eine Resolution gegen eine mögliche Zerschlagung Preußens. Abgesehen von einigen Ausnahmen, zu denen auch Friedrich Ebert gehörte, fand die Zerschlagung Preußens auch bei den Volksbeauftragten auf Reichsebene kaum Unterstützung, weil man dies als ersten Schritt zur Abspaltung des Rheinlandes vom Reich ansah.
Aber so eindeutig war die Stimmung in Preußen nicht. Tatsächlich fasste die Landesversammlung im Dezember 1919 mit 210 gegen 32 Stimmen den Beschluss: „Als das größte der deutschen Länder erblickt Preußen seine Pflicht darin, zunächst den Versuch zu machen, ob sich nicht bereits jetzt die Schaffung eines deutschen Einheitsstaates erreichen lässt.“

### Landesversammlung und Koalitionsregierung
- USPD: 24
- SPD: 145
- DDP: 65
- Z: 94
- DHP: 2
- DVP: 23
- DNVP: 48
- SHBLD: 1

Am 26. Januar 1919 fanden die Wahlen zur verfassunggebenden preußischen Landesversammlung statt. Die SPD wurde stärkste Fraktion, gefolgt von Zentrum und DDP. Am 13. März 1919 trat die Versammlung erstmals zusammen. Überschattet wurde dies durch die Märzunruhen in Berlin sowie Generalstreiks im Ruhrgebiet und in Mitteldeutschland.
Am 20. März beschloss die Landesversammlung ein Gesetz zur vorläufigen Ordnung der Staatsgewalt. Dadurch wurden alle bisherigen Rechte des preußischen Königs, auch dessen Rolle als oberste Instanz der evangelischen Kirche, dem Staatsministerium übertragen. Es hatte allerdings nicht das Recht, die Landesversammlung zu vertagen oder zu schließen. Das Staatsministerium blieb kollegial aufgebaut, wurde vom Präsidenten der Landesversammlung berufen und war auf das Vertrauen einer Mehrheit im Parlament angewiesen.
Alle bisherigen Gesetze, die nicht den Bestimmungen über die vorläufige Ordnung widersprachen, blieben in Kraft. Damit wurde Rechtssicherheit geschaffen.
Wichtigste Aufgabe der Versammlung war die Erarbeitung einer Verfassung. Dem Verfassungsausschuss gehörten elf Abgeordnete der SPD, sechs des Zentrums, jeweils vier von DDP und DNVP, einer von der USPD sowie ein Vertreter der DVP an.
Am 25. März 1919 trat die bisherige provisorische Regierung Hirsch zurück. An ihre Stelle trat wie im Reich eine Koalition aus MSPD, Zentrum und DDP („Weimarer Koalition“). Diese kam zusammen auf 298 von 401 Sitzen. Ministerpräsident wurde Paul Hirsch. Albert Südekum wurde Finanzminister, Wolfgang Heine Innenminister und Konrad Haenisch Kultusminister. Alle drei hatten einen für die SPD eher untypischen intellektuellen Hintergrund und zählten zum rechten Flügel der Partei. Eher zum linken Flügel zählte der Gewerkschafter Otto Braun, der neuer Landwirtschaftsminister wurde. Adam Stegerwald (Minister für Volkswohlfahrt) und Hugo am Zehnhoff (Justizminister) gehörten dem Zentrum an. Von der DDP wurde Otto Fischbeck Handelsminister und Rudolf Oeser Minister für öffentliche Arbeiten.
Die meisten Ministerien hatte es auch in der Monarchie gegeben. Neu war das Ministerium für Volkswohlfahrt. Darin wurde die Verantwortung für alle Bereiche der staatlichen Wohlfahrtspflege zusammengefasst. Neben dem Innenministerium entwickelte es sich wegen der Vielfalt der Aufgaben zu einer der größten Teilbehörden.

### Unruhen und Kapp-Putsch

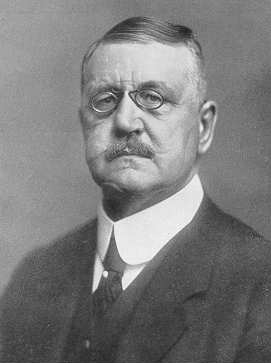
Wolfgang Kapp

Während die Arbeiter des Ruhrgebiets im Ersten Weltkrieg wenig radikal waren, änderte sich dies nach der Revolution. Bereits Ende Januar 1919 hatte es im Zusammenhang mit der Sozialisierungsbewegung im Ruhrgebiet massive Streiks im Ruhrbergbau gegeben; diese verschlechterten die Energieversorgung in weiten Teilen des Reiches und Preußens zusätzlich zu den Transportproblemen. Im Ruhrgebiet kam es ausgehend von Hamborn ab dem 1. April 1920 zum Streik mit dem Ziel einer deutlichen Verbesserung der Arbeits- und Lebensverhältnisse. Auch Forderungen nach einer Sozialisierung des Bergbaus wurden erhoben. Neben der USPD und der KPD spielten dabei Syndikalisten eine beträchtliche Rolle. Nachdem die Reichsregierung das Freikorps Lichtschlag ins Ruhrgebiet entsandt hatte, rief die Streikleitung („Neunerkommission“) zum Generalstreik auf. Insgesamt 350.000 Bergarbeiter und damit die Mehrheit der Beschäftigten traten daraufhin in den Ausstand. Carl Severing sollte als Reichs- und Staatskommissar die Lage beruhigen. Ihm gelang es, die verhärteten Fronten aufzubrechen und letztlich ein Ende des Streiks herbeizuführen.
In Oberschlesien kam es im August 1919 zu bewaffneten Aufständen von Teilen der polnischen Bevölkerung (1. Polnischer Aufstand). Die Bewegung wurde mit militärischen Mitteln unterdrückt.
In Pommern kam es zu Auseinandersetzungen zwischen Landarbeitern und Großgrundbesitzern, die Unterstützung durch die regionalen Armeeeinheiten und Freikorps erhielten. Otto Braun setzte im September eine Notverordnung zur Durchsetzung tariflicher Regelungen der Landarbeiterlöhne durch.
Im März 1920 wurde die republikanische Ordnung im Reich und in Preußen vom sogenannten Kapp-Putsch von Rechts in Frage gestellt. Dieser war insofern Teil der preußischen Geschichte, als hinter den Putschisten als einzige relativ geschlossene soziale Gruppe die Großgrundbesitzer des Landes standen. Hinzu kamen einige Militärs und Angehörige des beamteten Bildungsbürgertums. Insgesamt war der Putsch eine Rebellion des alten konservativen ostelbischen Milieus, das seine Entmachtung fürchtete. Während die Reichsregierung nach Stuttgart auswich, blieb die preußische in Berlin. Der insbesondere von den Gewerkschaften und den Beamten initiierte Generalstreik legte in Preußen das öffentliche Leben weitgehend lahm. Die meisten Oberpräsidenten standen hinter der legalen Landesregierung. Nur die der Provinzen Schleswig-Holstein, Hannover und Ostpreußen unterstützten die Putschisten. Bemerkenswert ist, dass der Oberpräsident in Ostpreußen der Sozialdemokrat August Winnig war. Anders sah es bei vielen Landräten aus. Bei diesen gab es einen deutlichen Ost-West-Unterschied. In den westlichen Provinzen hielten fast alle Landräte, wenn auch teilweise nur auf Druck der Arbeiter, zur verfassungsmäßigen Regierung. In Ostpreußen standen sämtliche Landräte auf Seiten der Antirepublikaner.
Nach dem raschen Zusammenbruch des Putsches ging im Ruhrgebiet der Generalstreik weiter. Gegen den Willen Severings wurden erneut Freikorpssoldaten eingesetzt, und es kam zu heftigen Kämpfen mit einer neu gebildeten roten Ruhrarmee. Das von Severing maßgeblich durchgesetzte Bielefelder Abkommen zur Verhinderung eines Bürgerkriegs führte nur bei Teilen der roten Ruhrarmee zur Einstellung der Kämpfe, anderswo gingen diese weiter. Anfang April marschierten Reichswehrtruppen ins Ruhrgebiet ein und schlugen den Aufstand blutig nieder.

### Innenpolitische Folgen
In Preußen führten der Kapp-Putsch und der folgende Generalstreik zu einer tiefgreifenden Zäsur, die aus Preußen fast einen republikanischen Musterstaat machte. Otto Braun löste Hirsch als Ministerpräsident ab. Neuer Innenminister wurde Carl Severing. Beide waren deutlich durchsetzungsfähiger als ihre Vorgänger im Amt. Hirsch und der Finanzminister Südekum waren im Übrigen politisch diskreditiert, weil sie mit den Putschisten verhandelt hatten. Das „System Braun-Severing“ wurde zum Synonym für das demokratische Preußen schlechthin.
Insgesamt führte der Putsch dazu, dass die republikanischen Parteien enger zusammenrückten. Der bürgerliche Flügel im Zentrum gab seine Vorbehalte gegen die Zusammenarbeit mit der SPD auf. In der Verwaltung wurden unzuverlässige Beamte entlassen (siehe auch unten: Demokratisierung der Staatsverwaltung).

## Strukturen

### Staatsgebiet
| Gebiet                   | an Staat           | Fläche in km² | Einwohner in 1000 | Muttersprache Deutsch in % |
| ------------------------ | ------------------ | ------------- | ----------------- | -------------------------- |
| Posen                    | Polen              | 26.042        | 1946              | 34,4                       |
| Westpreußen              | Polen              | 15.865        | 965               | 42,7                       |
| Südostpreußen            | Polen              | 501           | 25                | 36                         |
| Pommern                  | Polen              | 10            | 0,2               | 100                        |
| Schlesien                | Polen              | 512           | 26                | 34,6                       |
| Westpreußen (Danzig)     | Freie Stadt Danzig | 1914          | 331               | 95,2                       |
| Ostpreußen (Memelgebiet) | Litauen            | 2657          | 141               | 51,1                       |
| Ostoberschlesien         | Polen              | 3213          | 893               | 29,6                       |
| Schlesien (Hultschin)    | Tschechoslowakei   | 316           | 48                | 14,6                       |
| Nordschleswig            | Dänemark           | 3992          | 166               | 24,1                       |
| Eupen-Malmedy            | Belgien            | 1036          | 60                | 81,7                       |

Die im Versailler Vertrag festgelegten Gebietsabtretungen Deutschlands betrafen zum größten Teil preußisches Territorium: Eupen-Malmedy fiel an Belgien, Danzig wurde Freie Stadt unter Verwaltung des Völkerbunds, und das Memelland kam unter alliierte Verwaltung. Das Hultschiner Ländchen ging an die Tschechoslowakei, große Teile der Provinzen Posen und Westpreußen wurden Teil des neuen polnischen Staates. Wie schon vor den polnischen Teilungen war Ostpreußen vom übrigen Reichsgebiet getrennt und konnte ohne Grenzkontrollen nur per Schiff (Seedienst Ostpreußen), auf dem Luftweg oder über bestimmte Bahnstrecken durch den Polnischen Korridor erreicht werden. Über weitere Veränderungen entschieden Volksabstimmungen. In Nordschleswig stimmten am 10. Februar 1920 74 % der Wähler für den Anschluss an Dänemark. Dieser Teil fiel damit an Dänemark. Im südlichen Teil stimmten am 14. März 81 % der Wähler für den Verbleib im Deutschen Reich. Die neue deutsch-dänische Grenze wurde am 26. Mai festgelegt. Das östliche Oberschlesien fiel an Polen, obwohl hier die Mehrheit der Wähler für den Verbleib im Deutschen Reich gestimmt hatte. Bei der Abstimmung im südlichen Ostpreußen und in Teilen Westpreußens waren über 90 % der Wähler für den Verbleib im Deutschen Reich. Das Saargebiet wurde für fünfzehn Jahre dem Völkerbund unterstellt, ehe auch dort eine Volksabstimmung entscheiden sollte. Das Reichsland Elsaß-Lothringen, das faktisch der preußischen Verwaltung unterstellt war, wurde ohne Abstimmung an Frankreich abgetreten.
Der Verlust von Gebieten hatte für den preußischen Staat erhebliche negative ökonomische und finanzielle Folgen. Hinzu kam die Zurückführung und Versorgung der Staatsbediensteten. Allein im Verantwortungsbereich des Justizministeriums waren davon 3500 Beamte und Angestellte betroffen.
Einen preußischen Gebietszuwachs in der Zeit der Weimarer Republik stellt die Angliederung des Freistaats Waldeck dar. Den Anfang machte nach einer Volksabstimmung im Jahr 1921 der Kreis Pyrmont. Im Jahr 1929 folgte der Rest des Landes.
Die wirtschaftlichen Interessen des Staates waren weitgehend im Ministerium für Handel und Gewerbe zusammengefasst. Es war nach dem Innenministerium das zweitstärkste Staatsministerium und konnte binnen- wie außenwirtschaftlich erheblich über die preußischen Grenzen und Staatskompetenzen hinaus wirken. Preußen hatte einen Anteil von ca. 62 % an der Reichsfläche.

### Bevölkerung
Preußen hatte mit 38 Millionen einen Anteil von 60 % an der Reichsbevölkerung von 63 Millionen.
| Gebiet             | unter 2000 | bis 5000 | bis 20000 | bis 100000 | über 100000 |
| ------------------ | ---------- | -------- | --------- | ---------- | ----------- |
| Ostpreußen         | 61,2       | 5,9      | 10,8      | 9,6        | 12,4        |
| Hannover           | 52         | 9,7      | 8,7       | 16,3       | 13,2        |
| Sachsen            | 41,7       | 14       | 12,2      | 13         | 19          |
| Schleswig-Holstein | 35,9       | 12,7     | 15,7      | 9,4        | 26,3        |
| Westfalen          | 16,5       | 13,8     | 21,0      | 31,1       | 17,2        |
| Rheinprovinz       | 18         | 11       | 15        | 14,8       | 41,2        |
| Preußen            | 33,8       | 9,6      | 12,9      | 14,5       | 29,2        |
| Deutsches Reich    | 35,6       | 10,8     | 13,1      | 13,7       | 26,8        |

Der Anstieg der Bevölkerung der Vorkriegszeit setzte sich nach 1918 nicht in dem Maße wie in der Vorkriegszeit fort. Neben der Fortsetzung des demographischen Übergangs zur modernen Bevölkerungsweise mit dem Sinken der Geburtenrate und des Geburtenüberschusses spielten dabei die Verluste des Ersten Weltkriegs eine Rolle. Die großen Wanderungsbewegungen innerhalb Preußens ließen nach. In Hinblick auf den Austausch mit dem Ausland zeichnete sich im Gegensatz zur Zeit vor 1914 ein Überschuss ab. Hier spielte die Zuwanderung aus abgetretenen Gebieten, aber zunehmend auch eine Einwanderung insbesondere aus dem östlichen Europa eine Rolle.
Große Unterschiede gab es auch hinsichtlich der Bevölkerungsdichte. In Ostpreußen lebten 1925 lediglich durchschnittlich 60,9 Einwohner auf einem Quadratkilometer, in der Rheinprovinz aber 295,6. Wegen der geringen Bevölkerungsdichte in den ländlichen Regionen wies Preußen im Vergleich der deutschen Länder nur eine unterdurchschnittliche Bevölkerungsdichte von 130,7 Einwohnern auf. Dies entsprach der Einwohnerdichte des Volksstaates Württemberg. Der Freistaat Sachsen kam dagegen auf 333 Einwohner.

### Siedlungsweise und Städtewachstum
| Stadt      | 1910 | 1925 | 1939 | Zuwachs |
| ---------- | ---- | ---- | ---- | ------- |
| Berlin     | 2071 | 4024 | 4339 | 110 %   |
| Köln       | 516  | 700  | 772  | 50 %    |
| Essen      | 295  | 470  | 667  | 126 %   |
| Breslau    | 512  | 557  | 629  | 23 %    |
| Dortmund   | 214  | 322  | 542  | 153 %   |
| Düsseldorf | 359  | 433  | 541  | 51 %    |
| Duisburg   | 229  | 272  | 434  | 90 %    |
| Königsberg | 246  | 280  | 372  | 51 %    |

Die Urbanisierung und das Städtewachstum verloren gegenüber der Zeit vor 1914 an Schwung. Dennoch nahm die Bedeutung der großen Städte zu.
Das Wachstum der Großstädte beruhte dabei nicht so sehr auf Zuwanderung, sondern auf Eingemeindungen. Dies gilt etwa für die Bildung von Großberlin im Jahre 1920, als 7 Städte, 56 Landgemeinden und 29 Gutsbezirke eingemeindet wurden. Noch umfangreicher und folgenreicher für die Großstadtbildung waren die Kommunalreformen im Ruhrgebiet am Ende der 1920er-Jahre.
Hinsichtlich der Gemeindegrößen bestanden weiterhin starke Unterschiede. Lebten in Ostpreußen 1925 noch über 60 % der Einwohner in dörflichen Gemeinden, waren es in der Provinz Westfalen nur noch 16,5 %. In Großstädten mit mehr als 100.000 Einwohnern lebten in Ostpreußen 12,4 %, in der Rheinprovinz aber über 41 %.

### Wirtschaftsstruktur
| Gebiet             | Landwirt. | Industrie Handwerk | Handel Verkehr |
| ------------------ | --------- | ------------------ | -------------- |
| Ostpreußen         | 45,4      | 19,6               | 12,9           |
| Brandenburg        | 31,5      | 36,6               | 13,9           |
| Berlin             | 0,8       | 46,2               | 28,1           |
| Pommern            | 41,2      | 23,5               | 14,8           |
| Posen-Westpr.      | 47,5      | 19,4               | 12,8           |
| Niederschlesien    | 27,4      | 37,1               | 15,7           |
| Oberschlesien      | 30,7      | 36,5               | 13,8           |
| Sachsen            | 23,5      | 42,2               | 16,0           |
| Schleswig-Holstein | 23,0      | 33,3               | 20,4           |
| Hannover           | 31,7      | 33,9               | 16,9           |
| Westfalen          | 13,3      | 56,8               | 14,2           |
| Hessen-Nassau      | 21,9      | 39,6               | 18,9           |
| Rheinprovinz       | 13,3      | 50,9               | 18,6           |
| Hohenzollern       | 53,7      | 26,0               | 7,1            |
| Preußen            | 22,0      | 41,3               | 17,5           |

In Preußen dominierte 1925 sektoral der Bereich von Industrie und Handwerk mit 41,3 % aller Beschäftigten. Dagegen spielte die Landwirtschaft mit 22 % eine nur noch untergeordnete Rolle. Nur wenig schwächer war der Bereich Handel und Verkehr mit 17,5 %. Die übrigen Wirtschaftsbereiche blieben deutlich dahinter zurück. Auch in diesem Bereich bestanden weiterhin starke Entwicklungsunterschiede. In Ostpreußen etwa waren in der Landwirtschaft noch immer 45,4 % der Erwerbstätigen beschäftigt. In Industrie und Handwerk waren es dagegen nur 19,6 %. Am stärksten von der Landwirtschaft geprägt waren die Hohenzollerschen Lande, wo 53,7 % der Bevölkerung von der Landwirtschaft lebten. Sehr geringe Bedeutung hatte die Landwirtschaft dagegen in Rheinland und Westfalen mit je etwa 13 %. Dagegen war in diesen Gebieten der gewerbliche Sektor stark ausgeprägt. Am stärksten war dieser in Westfalen mit über 56 %. Ein Sonderfall war die Stadt Berlin, wo nur 0,8 % in der Landwirtschaft tätig waren. Mit 46 % war der gewerbliche Bereich hoch. Aber der großstädtische Charakter spiegelte sich vor allem im Anteil des Bereichs Handel und Verkehr mit über 28 %.
Insgesamt gab es auch nach 1918 erhebliche wirtschaftliche Unterschiede zwischen einem tendenziell agrarischen Osten und dem industriellen Westen des Freistaates.

### Sozialstruktur
Im Jahr 1925 war fast die Hälfte der Bevölkerung erwerbstätig. Davon waren 16,2 % Selbstständige, 17,1 % Angestellte und Beamte, 15,4 % waren mithelfende Familienangehörige, und 4,5 % waren Hausangestellte. Die mit Abstand größte soziale Gruppe waren Arbeiter und Arbeiterinnen mit 46,9 %. Hinzu kamen 6 % Berufslose. Je nach vorherrschendem Wirtschaftssektor konnten die Anteile in den einzelnen Provinzen divergieren. Im eher ländlichen Ostpreußen war die Zahl der mithelfenden Familienangehörigen mit 22,3 % deutlich höher als im industriell geprägten Westfalen mit 12,8 %. Umgekehrt betrug der Anteil der Arbeiter in Ostpreußen 42,6 %, während er in Westfalen bei 54,1 % lag. Im großstädtischen Berlin war der Anteil der Arbeiter mit 45,9 % trotz der bedeutenden Industrie auch geringer als etwa in Westfalen. Der Grund war die dort bereits erreichte Stärke des tertiären Sektors. Angestellte und Beamte machten in Berlin 30,5 % aus. In Westfalen kam diese Gruppe nur auf 15,6 %.
Die großstädtische Sondersituation Berlins spiegelte sich auch am durchschnittlichen Einkommen wider. Es lag in Berlin-Brandenburg mit 1566 RM (1928) mehr als 30 % über dem Reichsdurchschnitt. Im agrarischen Ostpreußen lag der Verdienst nur bei 814 RM. Damit lag dieses Gebiet mehr als 30 % unter dem Reichsdurchschnitt. Industrielle Gebiete wie die Provinz Sachsen, Westfalen oder das Rheinland lagen in etwa im gesamtdeutschen Durchschnitt.
Stark abhängig von der Sozial- und Wirtschaftsstruktur waren auch die Auswirkungen der wirtschaftlichen Krisen. Auf dem Höhepunkt der Weltwirtschaftskrise 1932 waren im Landesarbeitsamtsbezirk Ostpreußen nur 45 von 1000 Einwohnern arbeitslos. In Rheinland und Westfalen lag die Arbeitslosigkeit dagegen etwa bei 100 Einwohnern. Auch unter den großen Städten gab es erhebliche Unterschiede. Im relativ wenig industrialisierten Münster lag die Zahl der Erwerbslosen bei nur 50 auf 1000 Einwohner, in Berlin aber bei 141, in Breslau bei 146, in Mönchengladbach bei 164 und in Solingen gar bei 168.
Trotz aller Anstrengungen der preußischen Regierung etwa im Bildungsbereich blieb die Aufstiegsmobilität begrenzt. Im Jahr 1927/28 stammte nur ein Prozent der juristischen Referendare aus Arbeiterfamilien. Deutlich besser waren die Aufstiegsmöglichkeiten im Volksschulbereich. Der Anteil der Studenten aus Arbeiterfamilien an pädagogischen Akademien stieg von 7 % in den Jahren 1928/29 auf 10 % in den Jahren 1932/33.

## Staat und Verwaltung

### Verwaltungsgliederung
| Provinz                                  | Verwaltungssitz | Bevölkerung | Fläche (km²) | Bev.-dichte (/km²) |
| ---------------------------------------- | --------------- | ----------- | ------------ | ------------------ |
| Ostpreußen                               | Königsberg      | 02.256.349  | 037.046,5011 | 00.60,9            |
| Brandenburg                              | Potsdam         | 02.592.419  | 039.035,5297 | 00.66,4            |
| Stadt Berlin                             | Berlin          | 04.024.165  | 00.878,4048  | 4.581,2            |
| Pommern                                  | Stettin         | 01.878.781  | 030.208,2759 | 00.62,2            |
| Grenzmark Posen-Westpreußen              | Schneidemühl    | 00.332.485  | 07.695,2425  | 00.43,2            |
| Niederschlesien                          | Breslau         | 03.132.328  | 026.615,8285 | 0.117,7            |
| Oberschlesien                            | Oppeln          | 01.379.278  | 09.702,2384  | 0.142,2            |
| Provinz Sachsen                          | Magdeburg       | 03.277.476  | 025.273,8061 | 0.129,7            |
| Schleswig-Holstein                       | Kiel            | 01.519.365  | 015.059,7071 | 0.100,9            |
| Hannover                                 | Hannover        | 03.190.619  | 038.583,6280 | 00.82,7            |
| Westfalen                                | Münster         | 04.811.219  | 020.208,5439 | 0.238,1            |
| Hessen-Nassau                            | Kassel          | 02.396.871  | 015.703,4318 | 0.152,6            |
| Rheinprovinz†                            | Koblenz         | 07.256.978  | 024.547,0475 | 0.295,6            |
| Hohenzollernsche Lande                   | Sigmaringen     | 00.071.840  | 01.142,2659  | 00.62,9            |
| Freistaat Preußen gesamt                 | Berlin          | 38.120.173  | 291.700,4512 | 0.130,7            |
| Waldeck††                                | Arolsen         | 00.055.816  | 01.055,4300  | 0.052,9            |
| † ohne das Saargebiet †† 1929 zu Preußen |                 |             |              |                    |

Der Freistaat bestand aus zwölf Provinzen. Hinzu kam Berlin, dessen Status einer Provinz entsprach. Die Hohenzollerschen Lande in Süddeutschland bildeten einen Kommunalverband und hatten teilweise eine eigene Provinzverwaltung. An der Spitze der Provinzen standen die vom Staatsministerium ernannten Oberpräsidenten. Neben diesen bestanden ein Provinzialrat aus dem Oberpräsidenten, einem vom Innenminister ernannten Mitglied und fünf vom Provinzialausschuss gewählten Mitgliedern. Parlamentarische Gremien der als Provinzialverband bezeichneten Selbstverwaltungskörperschaften der Provinzen waren die Provinziallandtage. In Berlin hieß das Gremium Stadtverordnetenversammlung, in Posen-Westpreußen sowie in den Hohenzollerschen Landen Kommunallandtag, in Hessen-Nassau bestanden Kommunallandtage für die Bezirksverbände neben dem Provinziallandtag. Die Provinziallandtage wählten einen Landeshauptmann; dem entsprach in Berlin der Oberbürgermeister. Außerdem wählte der Landtag aus den eigenen Reihen zur Führung der laufenden Geschäfte einen Provinzialausschuss. Landeshauptmann, Provinziallandtag und -ausschuss waren Organe der (kommunalen) Selbstverwaltung. Die Provinziallandtage entsandten Vertreter in den Reichsrat und den preußischen Staatsrat.
Unterhalb der Provinzebene gab es 34 Regierungsbezirke (Stand 1933), von denen einige wie Berlin, Posen-Westpreußen, Oberschlesien, Schleswig-Holstein und die Hohenzollerschen Lande zugleich Provinzen waren. Insgesamt 361 Kreise, auch Landkreise genannt, bildeten in ländlichen und kleinstädtischen Gebieten die Basis der staatlichen Verwaltung. Vor allem größere Städte waren kreisfreie Stadtkreise. Von diesen gab es insgesamt 116. Während es davon im agrarischen Ostpreußen nur fünf gab, existierten im industriellen Westfalen 21 Stadtkreise.

### Verfassung
Verzögert durch den Kapp-Putsch, aber auch durch das Abwarten der Reichsverfassung, legte Severing erst am 26. April 1920 einen Verfassungsentwurf vor. Am 30. November 1920 beschloss die Landesversammlung die Verfassung des Freistaates Preußen. 280 Abgeordnete stimmten dafür, 60 dagegen und 7 enthielten sich. Gegen die Verfassung stimmten insbesondere die DNVP und unabhängige Abgeordnete.

#### Landtag
Die Legislaturperiode des Landtages betrug vier Jahre. Das Parlament konnte durch Mehrheitsbeschluss oder Volksentscheid aufgelöst werden. Der Landtag bildete die Legislative und hatte das Recht, Untersuchungsausschüsse einzurichten. Mit einer Mehrheit von zwei Dritteln der Abgeordneten konnte er die Verfassung ändern. Das Parlament wählte den Ministerpräsidenten. Außerdem hatte es das Recht, Mitgliedern der Regierung oder dem Staatsministerium insgesamt das Misstrauen auszusprechen. Mit einer Zweidrittelmehrheit konnte es Minister vor dem Staatsgerichtshof anklagen.

#### Staatsministerium
| Name                                  | Partei                                       | Amtsbeginn                    | Amtsende                                                 |
| ------------------------------------- | -------------------------------------------- | ----------------------------- | -------------------------------------------------------- |
| Paul Hirsch Heinrich Ströbel          | SPD USPD                                     | 12. November 1918             | 3. Januar 1919                                           |
| Paul Hirsch                           | SPD                                          | 3. Januar 1919                | 25. März 1920                                            |
| Otto Braun                            | SPD                                          | 27. März 1920                 | 10. März 1921                                            |
| Adam Stegerwald                       | Zentrum                                      | 21. April 1921                | 5. November 1921                                         |
| Otto Braun                            | SPD                                          | 7. November 1921              | 23. Januar 1925                                          |
| Wilhelm Marx                          | Zentrum                                      | 18. Februar 1925              | 20. Februar 1925                                         |
| Otto Braun                            | SPD                                          | 6. April 1925                 | 20. Juli 1932, geschäftsführend noch bis 6. Februar 1933 |
| Franz von Papen (Reichskommissar)     | vormals Zentrum, seit 3. Juni 1932 parteilos | 20. Juli 1932 30. Januar 1933 | 3. Dezember 1932 7. April 1933                           |
| Kurt von Schleicher (Reichskommissar) | parteilos                                    | 3. Dezember 1932              | 30. Januar 1933                                          |
| Hermann Göring                        | NSDAP                                        | 11. April 1933                | 23. April 1945                                           |

Das Staatsministerium war die oberste und leitende Behörde des Landes; es bestand aus dem Ministerpräsidenten und den Staatsministern (Art. 7). Zwar war es kollegial organisiert, aber der Ministerpräsident hatte die politische Richtlinienkompetenz (Art. 46). Der Ministerpräsident wurde vom Landtag gewählt. Nach einer Änderung der Geschäftsordnung war dazu ab 1932 die absolute Mehrheit notwendig. Der Ministerpräsident ernannte die übrigen Minister (Art. 45).
Nicht in der Verfassung festgelegt waren die Ressorts; diese ergaben sich aus den Erfordernissen der Praxis. Nach dem Übergang der Verantwortung an das Reich gab es seit 1919 keinen preußischen Kriegsminister mehr. Auch der Minister der öffentlichen Arbeiten verlor mit der Gründung der Reichsbahn seinen wichtigsten Aufgabenbereich. Das Ministerium wurde 1921 aufgelöst. Bereits in der provisorischen Regierung wurde das Amt eines Wohlfahrtsministers neu geschaffen. Daneben existierten außer dem Amt des Ministerpräsidenten die Ministerien des Inneren, der Finanzen, der Justiz, der Landwirtschaft und das Handelsministerium. Das Ministerium der geistlichen-, Unterrichts- und Medizinalangelegenheiten wurde 1918 in Ministerium für Wissenschaft, Kunst und Volksbildung umbenannt.
Nach dem Preußenschlag wurde das Wohlfahrtsministerium in der alten Form aufgelöst. Seither war der Handelsminister zugleich Minister für Wirtschaft und Arbeit. Das Justizministerium wurde nach dem Gesetz zur Überleitung der Rechtspflege auf das Reich 1935 aufgelöst.

#### Staatsrat
Die Verfassung bestimmte die Bildung eines Staatsrates als Vertretung der Provinzen. Die Mitglieder wurden von den Provinziallandtagen gewählt, und sie durften nicht gleichzeitig Mitglied des Landtags sein. Das Organ musste von der Regierung über die Staatsangelegenheiten unterrichtet werden. Dazu konnte der Staatsrat seine Ansichten äußern. Er hatte aber auch das Recht zur Gesetzesinitiative. Gegen Gesetze des Landtages konnte er Widerspruch einlegen. Diesen konnte der Landtag, von Ausnahmen abgesehen, mit einer Zweidrittelmehrheit zurückweisen oder einen Volksentscheid anberaumen. Vorsitzender des Staatsrates war bis 1933 der Kölner Bürgermeister Konrad Adenauer.

#### Gesamtcharakter der Verfassung
In der Verfassung vorgesehen waren mit dem Volksbegehren und dem Volksentscheid auch Elemente der plebiszitären Demokratie.
Im Gegensatz zum Reich und zu anderen Ländern in der Weimarer Republik gab es keinen Staatspräsidenten. Das Fehlen einer über der Regierung und der Parlamentsmehrheit stehenden Institution unterschied Preußen deutlich vom Reich. Insgesamt war die Stellung des Landtags in der Verfassung stark. Aber ein besonderes Kennzeichen war die durch seine Richtlinienkompetenz herausgehobene Stellung des Ministerpräsidenten. Insbesondere Ministerpräsident Braun erkannte dies klar und setzte die Richtlinienkompetenz zielgerichtet ein.

### Beziehung zum Reich
Die Weimarer Verfassung im Reich, die am 11. August 1919 beschlossen wurde, und die neue preußische Verfassung veränderten die Beziehung zwischen Reich und Preußen nachhaltig. Die Exekutive auf Reichsebene war nach der Revolution völlig unabhängig von der Preußens. Die Personalunion zwischen Reichskanzler und Ministerpräsident gehörte der Vergangenheit an. Die große Bedeutung der Ländersteuern ging zu Gunsten einer zentralen Steuerverwaltung zurück. Das Reich hatte nunmehr die Steuerhoheit und verteilte die Einkünfte an die Bundesstaaten. Auch ein Großteil der Sozialverwaltung wurde Reichssache. Das Militär war nun allein Sache des Reiches, und Preußen schaffte konsequenterweise das Amt des Kriegsministers ab. Auch die preußische Eisenbahn ging mit der Bildung der Reichsbahn in die Verantwortung des Reiches über. Dasselbe galt für die Wasserstraßen.
Im Reichsrat verfügte Preußen trotz seiner Größe nur über zwei Fünftel der Stimmen. Abweichend vom früheren Bundesrat und abweichend von den anderen Ländern wurde nur die Hälfte der Preußen zustehenden Mitglieder im Bundesrat von der preußischen Regierung bestimmt. Die übrigen Mitglieder wurden von den Provinziallandtagen gewählt.

### Staatsunternehmen
Zwischen 1921 und 1925 wurde die Verwaltung der Staatsbetriebe auf Initiative von Wilhelm Siering aus der direkten Verantwortung des Ministeriums für Handel und Gewerbe ausgegliedert. Für die Verwaltung der staatlichen Bergwerke, Salinen und Hütten wurde 1923 die Preußische Bergwerks- und Hütten AG (Preussag) gegründet. Ausgestattet war die AG mit einem Kapital von 100 Millionen Reichsmark im Jahr 1928. Die Aktien blieben im Besitz des Staates und gingen nach 1948 auf die Bundesrepublik Deutschland über. Neben der Förderung von Erzen und Braunkohle betrieb das Unternehmen Wasserversorgungsanlagen und Erdölförderung in Norddeutschland.
Zur Stromerzeugung wurde 1927 vom Staat die „Preußische Elektrizitäts-Aktiengesellschaft“ (Preußenelektra) mit einem Kapital von 80 Millionen Reichsmark gegründet.
Beide Staatsunternehmen wurden 1929 in der Holding-Gesellschaft der „Vereinigten Elektrizitäts- und Bergwerks-AG“ (VEBA) vereinigt. Für den forcierten Aufbau von Staatsunternehmen spielten auch gemeinwirtschaftliche Ideen, wie sie etwa Staatssekretär Hans Staudinger vertrat, eine Rolle.

### Wappen, Flaggen, Orden
Infolge der Revolution verlor das Wappen Preußens seine monarchischen Attribute. Das vom preußischen Preußische Staatsministerium am 11. Juli 1921 eingeführte Wappen zeigte auf weißem Grund einen steigenden, rückwärtsschauenden (den Kopf vom Beschauer nach rechts gewendeten) schwarzen Adler mit geschlossenem gelben Schnabel und gelben Fängen. Die Landesfarben Preußens blieben Schwarz-Weiß, auch die Landesflagge blieb schwarz-weiß quergestreift, die Dienstflagge war weiß, oben und unten mit einem schwarzen Streifen. In der Mitte des weißen Streifens zeigte sie den Wappenadler. Alle preußischen Orden waren abgeschafft, durften aber getragen werden. Der Artikel 109 der Weimarer Verfassung hatte bestimmt, dass Orden und Ehrenzeichen vom Staat nicht verliehen werden dürfen, und dass kein Deutscher von einer ausländischen Regierung einen Orden annehmen darf. Eine Ausnahme bildete 1925 die geänderte preußische Rettungsmedaille.
Zur Zeit des Nationalsozialismus flog seit dem 2. Oktober 1933 der nicht gezungte Wappenadler heraldisch nach links auf, wohin er auch weiterhin blickte. Über seinem Kopf befand sich ein Band mit dem preußischen Wahlspruch „Gott mit uns“. Auf der Brust trug er ein silbernes Hakenkreuz. Im rechten Fang hielt der Adler ein silbernes Schwert, im linken zwei goldene Blitze. Während sich die Landesflagge nicht änderte, trug die Dienstflagge nun den geänderten Wappenadler. Wappen und Flagge Preußens sind ab 1935 wegen des allgemeinen Verlustes der Hoheitsrechte der Länder im Zuge der Gleichschaltung nicht mehr gezeigt worden. Das Ordensverbot in Deutschland beendete am 13. Juli 1934 der Reichspräsident Paul von Hindenburg mit der Stiftung des Ehrenkreuzes des Weltkrieges. Bereits im Jahr 1933 hatte er die preußische Rettungsmedaille durch eine bisher fehlende gesamtdeutsche Rettungsmedaille ersetzen lassen. Bis in die Gegenwart gelten die preußischen Farben Schwarz und Weiß häufig als Kennzeichen für ganz Deutschland. So bestreiten in vielen Sportarten die deutschen Sportler und Auswahlen ihre Auftritte in weißen Trikots und schwarzen Hosen.

## Politisches System

### Parteiensystem
| Gebiet             | NSDAP    | DNVP      | Zentrum   | SPD       | KPD       |
| ------------------ | -------- | --------- | --------- | --------- | --------- |
| Ostpreußen         | 0,8 56,5 | 31,4 11,3 | 7,4 6,5   | 26,8 14,6 | 9,5 8,7   |
| Berlin             | 1,4 31,3 | 15,7 9,1  | 3,3 4,7   | 34 22,5   | 29,6 30,1 |
| Schleswig-Holstein | 4 53,2   | 23 10,1   | 1,1 1     | 35,3 22,2 | 7,9 10,7  |
| Oppeln             | 1 43,2   | 17,1 7,5  | 40 32,3   | 12,6 6,9  | 12,7 9,3  |
| Westfalen          | 1,3 34,3 | 8,9 6,7   | 27,4 25,5 | 27 16,1   | 10,4 13,8 |
| Hessen-Nassau      | 3,6 49,4 | 10 4,9    | 14,8 13,9 | 32,2 18,7 | 8 9       |
| Rheinprovinz       | 1,6 34,1 | 9,5 6,5   | 35,1 29,8 | 17,3 9,8  | 14,3 15,3 |

Das preußische Parteiensystem aus Konservatismus (DNVP), politischem Katholizismus (Zentrum), Liberalismus (DVP/DDP), Sozialdemokratie (MSPD/SPD) und Sozialismus/Kommunismus (USPD/KPD) entsprach dem auf Reichsebene. Eine besondere Affinität zur preußischen Monarchie hatte dabei die DNVP. Unter den regionalen Parteien spielte die Deutsch-Hannoversche Partei eine gewisse Rolle.
DNVP und DVP hatten ihre Schwerpunkte in einigen Städten und in überwiegend eher ländlichen protestantischen Gebieten, insbesondere in Ostelbien. In Ostpreußen kam die DNVP bei der Reichstagswahl 1928 auf über 30 %. Das Zentrum war in den katholischen Gebieten wie Schlesien, Rheinland und Westfalen stark. Im Reichstagswahlbezirk Oppeln kam die Partei 1928 auf über 40 %. Die Linksparteien waren in den Großstädten und stark gewerblich geprägten nichtkatholischen Gebieten bedeutend. In Berlin etwa kam die SPD 1928 auf 34 %, die KPD auf fast 30 %. Durch den Aufstieg der NSDAP änderte sich zwar dieses Muster, blieb aber in den Grundzügen bis 1932 prägend.
Innerhalb Preußens zeigten sich hinsichtlich der Unterstützung der Republik erhebliche Unterschiede. Berlin, Rheinland und Westfalen waren mehrheitlich für die Demokratie, während es in den östlichen und agrarischen Provinzen weiterhin Vorbehalte gab. Bei der Reichstagswahl vom März 1933 war die NSDAP in Reichstagswahlkreisen wie Ostpreußen (56,5 %), Frankfurt an der Oder (55,2 %), Liegnitz (54 %) oder Schleswig-Holstein (53,2 %) überdurchschnittlich stark, in Berlin (31,3 %), Westfalen (34,3 %) oder der Rheinprovinz (34,1 %) aber deutlich schwächer als im Reichsdurchschnitt (43,9 %).
Ein Faktor für die politische Stabilität Preußens war, dass die SPD als lange Zeit stärkste Partei bis 1932 bereit war, die Regierungsverantwortung zu übernehmen und nicht wie auf Reichsebene 1920, 1923 oder 1930 in die Oppositionsrolle zu flüchten. Die Verantwortlichen in der preußischen SPD identifizierten sich rasch mit ihrer neuen Aufgabe. Der Philosoph Eduard Spranger sprach von einer „Affinität der Sozialdemokratie zu dem Preußischen“, und Otto Braun behauptete von sich: „Preußen ist nie preußischer regiert worden als in meiner Amtszeit.“ Neben den handelnden Personen spielten dabei auch strukturelle Gründe eine Rolle. Der politische Bruch vom Dreiklassenwahlrecht zur demokratischen Verfassung war in Preußen ausgeprägter als im Reich. Langjährige SPD-Parlamentarier, gewöhnt an die Rolle der Opposition, gab es im preußischen Landtag anders als im Reichstag kaum. Die Fraktionsmitglieder wurden daher nicht so sehr von eingefahrenen Rollenmustern geprägt und konnten sich besser auf die Rolle als Regierungsfraktion einstellen. Zudem war der linke Parteiflügel, der einer Zusammenarbeit mit den bürgerlichen Parteien kritisch gegenüberstand, schwach. Kompromisslösungen waren daher in Preußen einfacher durchzusetzen als im Reich.
Trotz ihrer Stärke gerade in den Großstädten waren nur wenige Oberbürgermeister in den Großstädten Sozialdemokraten. Die Partei hatte Respekt vor dem Sachverstand bürgerlicher Kommunalpolitiker und überließ häufig Vertretern der DDP diese Stellung. Lediglich Ernst Reuter in Magdeburg und Max Brauer in Altona zählten Anfang 1933 zu den Sozialdemokraten.

### Demokratisierung der Staatsverwaltung
| Amt                   | Gesamtzahl | SPD | Zentrum | DDP | DVP   | DNVP | unklar |
| --------------------- | ---------- | --- | ------- | --- | ----- | ---- | ------ |
| Oberpräsidenten       | 12         | 4   | 3       | 3   | 2     | 0    | 0      |
| Regierungspräsidenten | 32         | 6   | 7       | 8   | 11(?) | 0    | 0      |
| Polizeipräsidenten    | 30         | 15  | 5       | 4   | 3     | 0    | 3      |
| Landräte              | 416        | 55  | 81      | 47  | 74    | 6    | 153    |

Die preußischen Beamten hatten während der Revolution erklärt, dass ihre Loyalität nicht der Monarchie, sondern dem preußischen Staat gelte. Die Regierung und insbesondere der Innenminister Heine verzichteten anfangs weitgehend auf den Umbau der Staatsverwaltung im Sinne der Republik. Heine machte im Übrigen einen entscheidenden Fehler, als er Magnus Freiherr von Braun – später einer der Unterstützer des Kapp-Putsches – zum Personalreferenten machte. Am Ende des Jahres 1919 waren erst 46 Sozialdemokraten in höhere Verwaltungsstellen eingesetzt worden. Von etwa 480 Landräten gehörten nur 24 der SPD an. Dass die Loyalität eines Teils der vielfach der republikfeindlichen DNVP nahestehenden höheren Beamten nur schwach ausgeprägt war, zeigte sich beim Kapp-Putsch.
Der neue Innenminister Carl Severing führte nach dem Putsch eine grundlegende Reform durch. Republikfeindliche höhere Beamte wurden entlassen, und bei Neueinstellungen wurde die politische Zuverlässigkeit überprüft. Insgesamt wurden etwa hundert höhere Beamte in den Ruhestand geschickt. Unter diesen waren drei Oberpräsidenten, drei Regierungspräsidenten und 88 Landräte. Diese stammten fast alle aus den östlichen Provinzen. Neben Anhängern der Konservativen waren darunter auch die sozialdemokratischen Oberpräsidenten August Winnig (Ostpreußen) und Felix Philipp (Niederschlesien).
Severing und seine Nachfolger ernannten in der Folge gezielt Anhänger der Koalitionsparteien zu politischen Beamten. Durch diese Maßnahmen kam es zu einem beachtlichen Elitewechsel an den Behördenspitzen. Im Jahr 1929 waren von 540 politischen Beamten 291 Mitglieder von Parteien der Weimarer Koalition. Von 11 Oberpräsidenten gehörten 9 und von 32 Regierungspräsidenten 21 den Regierungsparteien an. Damit änderte sich auch die soziale Zusammensetzung. Waren 1918 noch 11 Oberpräsidenten adelig, waren es in der Zeit zwischen 1920 und 1932 nur 2. Allerdings gab es auch weiterhin Defizite. Während in den Westprovinzen 78 % der neu berufenen Landräte aus Anhängern der Regierungsparteien bestanden, waren die Verhältnisse in den Ostprovinzen auch noch 1926 deutlich anders. Dort stellten die Anhänger der Koalition nur ein Drittel der Landräte. Zwei Drittel dagegen waren zumeist konservative Parteilose.
Eine weitere Grenze war, dass es nicht gelang, das Juristenmonopol für die höheren Beamtenstellen aufzubrechen. Nur in Ausnahmefällen wie etwa im Fall des Berliner Polizeipräsidenten Wilhelm Richter wurden Außenseiter ernannt.

### Republikanisierung der Polizei

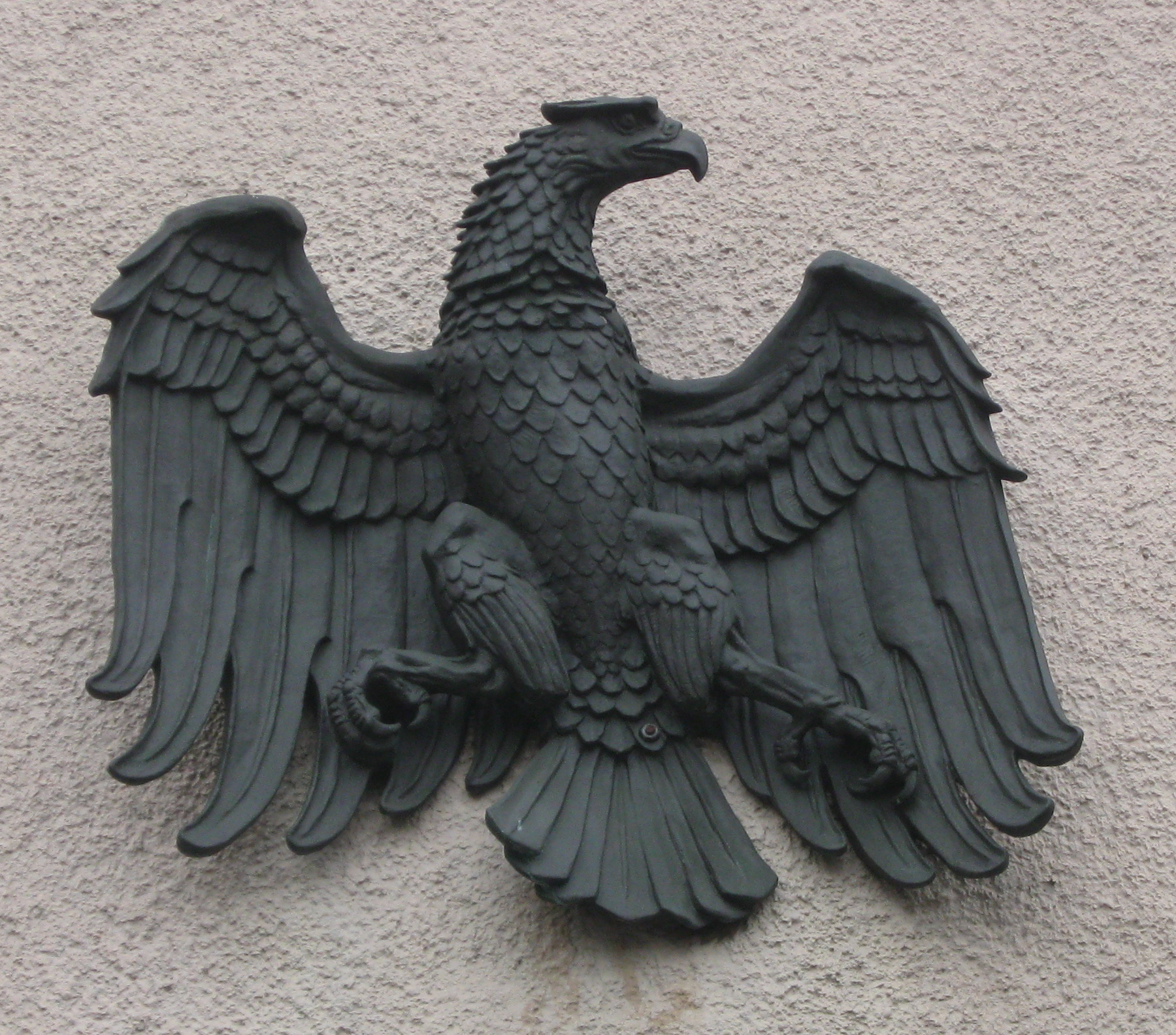
Adler des Freistaates an einem 1926 errichteten Polizeidienstgebäude in Buer

Die preußische Polizei war nicht nur die stärkste im ganzen Reich, sondern sie war auch das wichtigste Instrument der Exekutive der preußischen Regierung zur Aufrechterhaltung der verfassungsmäßigen Ordnung. Auch im Bereich der Polizei begannen nach dem Kapp-Putsch massive Umstrukturierungen zur Sicherstellung ihrer Loyalität gegenüber der Republik. Unter der Verantwortung des Innenministers war der republikanisch gesinnte Polizeichef Wilhelm Abegg die entscheidende Persönlichkeit für die Durchführung der Reform. Auch in diesem Bereich kam es zu einem Elitewechsel an der Spitze. Am Ende der 1920er-Jahre waren alle führenden Polizeibeamten Republikaner. Von dreißig Polizeipräsidenten waren 1928 fünfzehn Mitglieder der SPD, fünf gehörten dem Zentrum, vier der DDP, drei der DVP an, und die übrigen waren parteilos.
Unterhalb der Führungsebene allerdings sah die Sache etwas anders aus. Ein Großteil der Polizisten waren ehemalige Berufssoldaten; ein Großteil war konservativ und antikommunistisch, und einige unterhielten Beziehungen zu rechtsgerichteten Organisationen. Für diese standen die Feinde noch immer links.
Eine wichtige Veränderung der Organisation war die Schaffung der Schutzpolizei als eines Instrumentes zum Schutz von Verfassung und Republik.

### Justiz
Im Bereich der Justiz blieben auch später die Reformen beschränkt. Viele Richter blieben Anhänger der Monarchie. So urteilte die Justiz in politischen Strafprozessen gegenüber linken Straftätern härter als gegenüber rechten Extremisten. Ein Grund für das nur zögerliche Eingreifen von Demokraten und Zentrums-Vertretern war insbesondere der Respekt vor der Unabhängigkeit der Justiz. Die Autonomie der Richter war ausdrücklich in der Verfassung verankert worden. Dadurch war eine grundlegende Republikanisierung der Justiz unmöglich geworden. Im Übrigen hatte der Justizminister am Zehnhoff, der von 1919 bis 1927 das Amt innehatte, kein wirkliches Interesse an einer Justizreform. Zwar achteten die Behörden bei Neueinstellungen auf die Haltung zur Demokratie. Aber der Freistaat existierte nicht so lange, dass dies sich spürbar hätte auswirken können. Eine Schätzung ging 1932 davon aus, dass nur etwa 5 % der Richter republikanisch eingestellt seien.

## Politische Geschichte nach 1921

### Große Koalition

#### Langer Weg zur Großen Koalition
- KPD: 31
- USPD: 27
- SPD: 109
- DDP: 26
- Z: 76
- DHP: 11
- Sonst.: 6
- DVP: 59
- DNVP: 76

Nach der Verabschiedung der Verfassung wurden die Wahlen zum ersten regulären Landtag auf den 20. Februar 1921 festgelegt. Stärkste politische Kraft wurde die SPD (114 Mandate), gefolgt vom Zentrum (84). Auch wenn die DDP Mandate an die DVP verlor, hatte die Weimarer Koalition anders als bei der Reichstagswahl von 1920 mit zusammen 224 von 428 Sitzen noch immer eine, wenn auch geringe Mehrheit. Die Bildung einer neuen Regierung erwies sich allerdings als nicht einfach. Während DDP und Zentrum auch die DVP mit in die Koalition holen wollten, lehnte die SPD dies wegen der Nähe der DVP zur Schwerindustrie („Stinnespartei“) und wegen ihrer unklaren Haltung zur Republik ab.
Daher trat auch nicht Braun als Kandidat für das Amt des Ministerpräsidenten an. Stattdessen wurde Adam Stegerwald mit den Stimmen der bisherigen Koalition und der DVP zum Ministerpräsidenten gewählt. Der Versuch von Stegerwald, eine feste Große Koalition zu bilden, scheiterte. Daraufhin kündigte die SPD ihre Unterstützung auf, und Stegerwald trat zurück.
Bei einer zweiten Wahl am 21. April wurde Stegerwald mit den Stimmen der bürgerlichen Parteien einschließlich der DNVP erneut gewählt. Er bildete eine Minderheitsregierung aus Zentrum und DDP sowie einigen Parteilosen. Diese musste von Fall zu Fall um die Unterstützung durch SPD und DNVP werben.
Druck auf die preußische Politik übten vor allem äußere Faktoren aus. Nach dem Londoner Ultimatum vom 5. Mai 1921 wurden Teile des Ruhrgebiets von alliierten Truppen besetzt. Die Ermordung von Matthias Erzberger (26. August 1921) erschütterte die Republikaner. Die SPD machte im September 1921 auf ihrem Görlitzer Parteitag den Weg zu einer Koalition mit der DVP frei. Braun äußerte dort programmatisch:

„Es handelt sich hier um die Umstellung unserer Partei aus einer agierenden in eine regierende Partei. Das ist für viele sehr schwierig, denn man kommt dadurch aus einer bequemen in eine manchmal sehr unbequeme und verantwortungsreiche Position. […] Die Genossen, die gegen die Resolution sprechen, haben nicht das genügende Vertrauen zur Werbekraft unserer Partei. Wir müssen den Willen zur Macht haben.“

Nachdem die SPD im Oktober 1921 der Regierung die Unterstützung entzogen hatte, weil sie dem Staatsministerium vorwarf, zur DNVP hin zu tendieren, begannen Verhandlungen zur Bildung einer Großen Koalition. Am 5. November 1921 traten SPD und DVP in das Kabinett ein, und Stegerwald trat zurück.
Die Widerstände in der SPD-Fraktion waren groß. In ihr stimmten 46 Abgeordnete für und 41 gegen die Bildung einer Großen Koalition. Auch in der DVP gab es erhebliche Vorbehalte. Letztlich stimmten 197 von 339 anwesenden Abgeordneten für den Kandidaten Braun. Severing wurde erneut Innenminister, Wilhelm Siering Handelsminister, die Zentrumsabgeordneten Hugo am Zehnhoff und Heinrich Hirtsiefer wurden Justizminister beziehungsweise Wohlfahrtsminister. Hugo Wendorff (DDP) wurde Landwirtschaftsminister. Ernst von Richter und Otto Boelitz (beide DVP) wurden Finanz- beziehungsweise Kultusminister.

#### Anfänge der Großen Koalition
Die Große Koalition in Preußen erwies sich in den folgenden Jahren als Faktor der Stabilität und trug insbesondere dazu bei, dass die Weimarer Republik das Krisenjahr 1923 überstehen konnte. Dabei hielt auch die DVP der Koalition die Treue, obwohl sie von der DNVP für die Bildung eines „Bürgerblocks“ umworben wurde. Im Hintergrund sorgte ein wirksam arbeitender Koalitionsausschuss erfolgreich für den Ausgleich der unterschiedlichen politischen Interessen. Für das Funktionieren der Zusammenarbeit von SPD und Zentrum war auf Seiten der Sozialdemokraten Ernst Heilmann, seit Herbst 1921 Vorsitzender der Landtagsfraktion, und beim Zentrum der Fraktionsgeschäftsführer und seit 1932 Fraktionsvorsitzende Joseph Heß von großer Bedeutung. Trotz kollegialer Zusammenarbeit dominierten Braun und Severing die Regierung.
In verschiedenen Politikfeldern, etwa in der Bildungspolitik, gelangen der Koalition bedeutende Entscheidungen.
Die Koalition beanspruchte nicht weniger als eine „preußische Mission“ für ganz Deutschland und positionierte sich mit der „demokratischen Sendung Preußens“ eindeutig. Dies galt insbesondere nach dem Mord an Walther Rathenau. Das Reichsgesetz „Gesetz zum Schutz der Republik“ wurde von der preußischen Regierung ausdrücklich unterstützt. Auf Basis des Republikschutzgesetzes verbot Innenminister Severing am 15. November 1922 die NSDAP in Preußen.

#### Krisenjahr 1923
Von der Ruhrbesetzung durch alliierte Truppen war preußisches Territorium direkt betroffen; die wesentlichen Entscheidungen über die Reaktionen fielen allerdings auf der Ebene des Reiches. Dennoch protestierte der preußische Landtag unmittelbar vor der Besetzung – mit Ausnahme der KPD – gegen das Vorgehen der Franzosen und Belgier. Gleichzeitig wurde die Bevölkerung im Rheinland und in Westfalen zur Besonnenheit aufgerufen. Letztlich unterstützte die preußische Regierung den vom Reich ausgerufenen passiven Widerstand. Die preußischen Beamten wurden angewiesen, den Anordnungen der Besatzer nicht Folge zu leisten. Es zeigte sich jedoch schnell, dass die wirtschaftliche Belastung durch den Konflikt immens war. Die seit dem Ersten Weltkrieg vorhandene Tendenz zur Inflation wurde zur Hyperinflation.
Innenpolitisch stärkte dies die radikalen Kräfte. Nach Gewalttaten von Rechtsradikalen wurde die Deutschvölkische Freiheitspartei vom preußischen Innenminister trotz Vorbehalten der Reichsregierung verboten. In der Öffentlichkeit und im preußischen Landtag wurde Severing daraufhin von der nationalistischen Seite scharf angegriffen. Der Landtag stellte sich dabei mit großer Mehrheit hinter den Innenminister.
Obwohl die preußische Regierung den passiven Widerstand mitgetragen hatte, war sie pragmatisch genug, das Scheitern dieser Politik zu erkennen und im August des Jahres 1923 auf einen Abbruch zu drängen.
Das Ende des Ruhrkampfes war eine Voraussetzung zur Durchführung einer Währungsreform. Das besetzte Rheinland blieb allerdings davon ausgeschlossen. Dadurch erhielten die Separatisten Auftrieb. In verschiedenen Städten kam es zur Ausrufung einer Rheinischen Republik, die allerdings in der Bevölkerung auf wenig Resonanz stieß. Am Ende des Jahres war die Abspaltung des Rheinlandes und Westfalens definitiv gescheitert. Die eigentlichen politischen Krisen des Jahres 1923 wie der Hitlerputsch in Bayern und der „Deutsche Oktober“ in Mitteldeutschland spielten sich außerhalb Preußens ab. Gustav Stresemann bezeichnete das Preußen dieser Krisenzeit als das „Bollwerk der deutschen Republikaner“.

#### Übergangskabinett Marx
- KPD: 44
- SPD: 114
- DDP: 27
- Z: 81
- WP: 11
- Sonst.: 8
- DVP: 45
- DNVP: 109
- NSFP: 11

Zu Beginn des Jahres 1924 mehrten sich die Anzeichen dafür, dass die Gemeinsamkeiten der Großen Koalition verbraucht waren. Die DVP forderte am 5. Januar die Beteiligung auch der DNVP an der Regierung und den Rücktritt von Braun. Dieser lehnte ab; daraufhin zog die DVP ihre Minister aus der Regierung ab. Dies bedeutete das Ende der Koalition. Danach begann eine ähnlich schwierige Regierungsbildung wie schon 1920. Am 10. Februar wurde der ehemalige Reichskanzler Wilhelm Marx (Zentrum), gestützt auf Zentrum, DDP und SPD, zum Ministerpräsidenten gewählt. Er bildete ein Kabinett aus Zentrum und DDP, dem allerdings auch Severing als Innenminister weiter angehörte. Nach einer verlorenen Vertrauensabstimmung trat Marx zurück, blieb aber geschäftsführend im Amt.

### Höhepunkt der politischen Stabilisierung
Die Regierungsbildung verzögerte sich, weil die beiden möglichen Kandidaten Marx und Braun bei der Reichspräsidentenwahl 1925 auch für das Amt des Reichspräsidenten kandidierten. Nachdem Marx beim zweiten Wahlgang als Präsidentschaftskandidat von SPD, Zentrum und DDP nominiert worden war, blieb in Preußen Braun als aussichtsreicher Kandidat für das Amt des Ministerpräsidenten übrig.
Dieser wurde am 3. April 1925 mit 216 von 430 Stimmen gewählt. Wie Marx stützte er sich auf SPD, Zentrum und DDP. Braun übernahm das Kabinett von Marx weitgehend. Auch inhaltlich setzte er auf Kontinuität. Verantwortlich für die monatelange Regierungskrise machte er den von ihm so genannten „deutschnational kommunistischen Block“ – damit meinte er sämtliche Oppositionsparteien von der DVP und DNVP über die verschiedenen kleinen Parteien, zu denen auch die NSDAP zählte, bis hin zu den Kommunisten. „Nein, so einmütig sie, wie sie im Zerstören sind, so unfähig sind sie zum Aufbau.“ Das neue Kabinett war zwar eine Minderheitsregierung, erwies sich aber als erstaunlich stabil.

#### Ausgleich mit den Hohenzollern
Die Frage des finanziellen Ausgleichs mit den ehemaligen Herrscherhäusern war prinzipiell Ländersache. In Preußen scheiterten entsprechende Verhandlungen mit den Hohenzollern 1920 an der Ablehnung der SPD-Fraktion im Landtag und 1924 am Einspruch des ehemaligen Königshauses. Im Jahr 1925 legte das Finanzministerium unter Hermann Höpker-Aschoff einen weiteren Entwurf vor. Dieser war für die Hohenzollern außerordentlich günstig und löste bei SPD und DDP heftige Kritik aus. Die DDP brachte daraufhin im Reichstag einen Gesetzentwurf ein, der die Länder ermächtigen sollte, eine Lösung unter Ausschluss des Rechtsweges zu finden. Dies war der Ausgangspunkt für einen politischen Prozess, der zum erfolgreichen Volksbegehren und zum gescheiterten Volksentscheid zur Fürstenenteignung auf Reichsebene von 1926 führte.
Nach dem Scheitern der Regelung auf Reichsebene intensivierte die Regierung Braun die Verhandlungen mit den Hohenzollern über das Vermögen des ehemaligen Königshauses. Am Ende stand ein Kompromiss, der in der SPD ausgesprochen kritisch gesehen wurde. Die Hauptlinie der Hohenzollern erhielt 250.000 Morgen Land und 15 Millionen Reichsmark. Der preußische Staat bekam ebenfalls 250.000 Morgen, dazu die königlichen Schlösser sowie die Schlösser Bellevue und Babelsberg, Kunstwerke, die Krönungsinsignien, die ehemalige königliche Hausbibliothek, das Archiv und das Theater. Im Parlament reagierten die KPD-Abgeordneten darauf mit Empörung, Tumulten und sogar Gewalttätigkeiten. Die Abstimmung ging zu Gunsten der Vereinbarung aus. Bemerkenswert ist, dass nicht nur die Kommunisten die Gesetzesvorlage ablehnten, sondern dass auch die Abgeordneten der Regierungspartei SPD entweder dagegen stimmten oder sich an der Abstimmung nicht beteiligten. Braun hatte nur mit der Androhung seines Rücktritts erreichen können, dass nicht noch mehr SPD-Abgeordnete gegen das Gesetz stimmten.
Am 6. Oktober 1926 trat Carl Severing, wie schon länger zuvor mit Braun vereinbart, als Innenminister zurück. Damit war der Ministerpräsident das einzige politische Schwergewicht im Kabinett. Nachfolger Severings wurde Albert Grzesinski (SPD).

#### Spannungen mit der Reichsregierung
Es gab immer wieder Spannungen zwischen den bürgerlich-christlichen Reichsregierungen und der Mitte-links-Regierung in Preußen. Dazu gehörten Sachfragen wie der Finanzausgleich zwischen Reich und Ländern. Noch immer war der Ausgleich der finanziellen Schäden durch den Verlust der durch den Versailler Vertrag bestimmten Gebietsteile ein zentraler Konfliktpunkt zwischen dem Reich und Preußen. In den Bereich der für das Staatsverständnis wichtigen symbolischen Politik fielen die Auseinandersetzungen über die Beflaggung am Verfassungstag im Jahr 1927. Braun kündigte den Boykott derjenigen Hotels in Berlin an, die nicht die Reichsflaggen Schwarz-Rot-Gold, sondern die alten kaiserlichen Farben Schwarz-Weiß-Rot flaggen würden. Er rief die Reichsregierung dazu auf, sich an dem Boykottaufruf zu beteiligen. Der Reichsinnenminister Walter von Keudell (DNVP) protestierte gegen die „Anmaßung“ Preußens. Verschärft wurde der Konflikt noch, als der preußische Kultusminister Becker die Rechte der studentischen Selbstverwaltung an preußischen Universitäten einschränkte. Der Grund waren die dort immer einflussreicher werdenden völkischen Kräfte. Als die national eingestellten Studentenschaften dagegen protestierten, stellte sich Keudell demonstrativ hinter sie. Nicht zuletzt durch diese und andere Konflikte mit dem Reichsinnenminister wurde Braun zu einer wichtigen sozialdemokratischen Integrationsfigur.

#### Landwirtschaftspolitik
Ein Relikt aus der feudalen Vergangenheit waren in Preußen die Gutsbezirke. Ihre Bewohner hatten kein kommunales Wohnrecht und waren noch immer der Polizeigewalt der Gutsherren unterstellt. Vorbereitet von Innenminister Grzesinski, schaffte die Regierung Braun die Bezirke 1927 ab. Betroffen davon waren immerhin 12.000 Gutsbezirke mit zusammen 1,5 Millionen Bewohnern. Allerdings gab es in Ostelbien weiterhin Relikte alter Zustände. So gab es immer noch zahlreiche landwirtschaftlich Beschäftigte, die einen Teil ihres Lohnes in Naturalien wie freier Wohnung, Nahrungsmitteln oder Landnutzung erhielten. Noch 1928 bestanden in Ostpreußen 83 % des Einkommens eines durchschnittlichen Landarbeiters aus solchem Deputatlohn. Etwas geringer war diese Zahl in Schlesien oder Pommern. Die Arbeitgeber bevorzugten diese Entgeltform, weil sie die Arbeiter enger an sie band und die Richtigkeit der Löhnung nur schwer überprüft werden konnte.
Anders waren die Verhältnisse in den Gebieten mit einer vorherrschend bäuerlichen Bevölkerung. Dennoch blieben die Vorbehalte gegenüber der Politik in ländlichen Regionen groß. Dafür spricht das Entstehen von ländlichen Protestparteien wie der Christlich-Nationalen Bauern- und Landvolkpartei. Im nicht von Großgrundbesitz, sondern von Bauern geprägten Schleswig-Holstein entwickelte sich mit der Landvolkbewegung gegen Ende der 1920er-Jahre eine agrarische Protestbewegung.

#### Bildungspolitik
In die Zeit der Großen Koalition fällt der Beginn einer Reform des Schul- und Bildungswesens, anfänglich vorangetrieben von Kultusminister Carl Heinrich Becker. Dazu gehörte die Akademisierung der Volksschulbildung. Ziel war es unter anderem, das Bildungsgefälle zwischen Stadt und Land abzubauen.
Nach der Reichsverfassung sollten die Volksschullehrer denen der höheren Schulen angepasst werden. Die Ausgestaltung blieb allerdings Ländersache. Einige Länder wie Thüringen und Sachsen führten ein Lehrerstudium an Universitäten beziehungsweise technischen Universitäten ein. Andere wie Bayern und Württemberg behielten die alte Seminarlösung bei. In Preußen wurde seit 1924 eine Mittellösung mit den konfessionell geprägten pädagogischen Akademien mit einer kürzeren Ausbildungsdauer als in einem regulären Hochschulstudium eingeführt.
Einen Aufschwung erlebte in Preußen die Förderung des zweiten Bildungsweges insbesondere für begabte Arbeiter und Angestellte. Im Jahr 1928 gab es 102 Aufbauschulen mit 13.000 Schülern. Als Unterstützung von minderbemittelten Bildungswilligen beschloss eine breite Mehrheit erstmals 1928 die Einführung von Erziehungsbeihilfen in Höhe von 20.000 Reichsmark. Bereits ein Jahr später lag diese Summe bei 100.000 Reichsmark. Allerdings wurde die weitere Steigerung durch fiskalische Rücksichtnahmen auch von Seiten der SPD gebremst.
Auf anderen Feldern gelang es, alte Defizite abzubauen. So wurde die Schüler-Lehrer-Relation von 55,22 im Jahr 1911 auf 38 im Jahr 1928 abgesenkt. Allerdings spielte dabei die demographische Entwicklung eine wichtige Rolle. Grundsätzlich sorgten insbesondere die den Staatshaushalt extrem belastenden Personalausgaben im Bildungsbereich dafür, dass die politisch führende SPD zeitweise gegen ihr eigentliches Ziel die Bildungsausgaben begrenzen musste.

#### Landtagswahl 1928
- KPD: 56
- SPD: 137
- DDP: 21
- Z: 68
- WP: 21
- CNBL: 8
- Sonst.: 17
- DVP: 40
- DNVP: 82

Im Mai 1928 fanden auf Reichs- wie auch auf Landesebene in Preußen Wahlen statt. Die SPD konnte bei den Landtagswahlen zulegen, während Zentrum und DDP Stimmenanteile einbüßten. Dennoch hatte die Koalition mit zusammen 228 von 450 Sitzen nunmehr eine parlamentarische Mehrheit.
Die Regierung blieb gleich, und Braun versprach eine kontinuierliche Arbeit. Ein Projekt der Regierung sollte die kommunale Neuordnung des Ruhrgebiets sein.

#### Konfessionspolitik

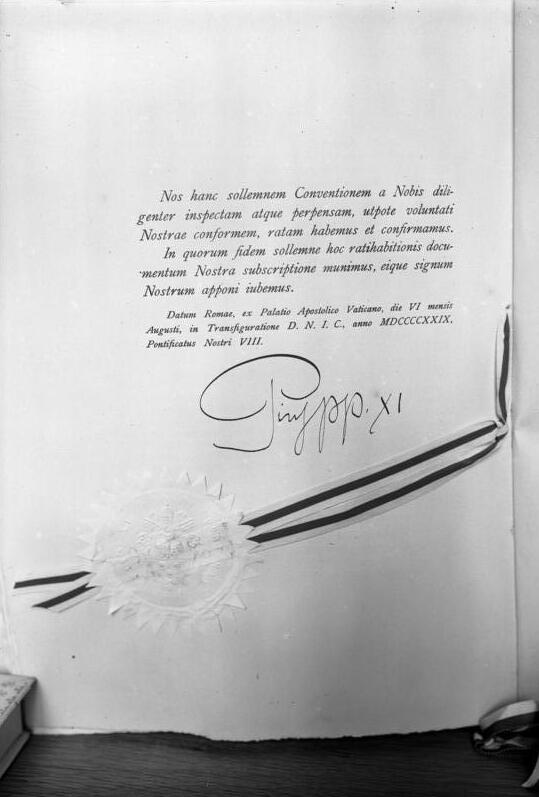
Konkordatsurkunde zwischen Preußen und dem Vatikan (Unterschrift und Siegel von Pius XI.)

Der Gedanke an den Kulturkampf im königlichen Preußen war durchaus noch lebendig, wie der Wahlkampf von 1918/19 gezeigt hatte. Aber nicht zuletzt durch die starke Stellung des Zentrums in Parlament und Regierung gelang eine relativ starke Identifizierung der katholischen Bevölkerung mit dem neuen Preußen. Der Höhepunkt und ein Symbol dafür war das am 14. Juni 1929 unterzeichnete Konkordat Preußens mit dem Vatikan. Für diesen wurde das Dokument von Eugenio Pacelli (dem späteren Papst Pius XII.) unterschrieben. Der Vertrag löste eine Vereinbarung des Königreichs Preußen mit dem Vatikan von 1821 ab. Außerdem wurden letzte Reste der Kirchengesetzgebung der Kulturkampfzeit beseitigt. Geregelt wurde unter anderem der Zuschnitt der Bistümer. Darunter war die Neueinrichtung der Bistümer Aachen und Berlin. Geregelt wurden auch die staatlichen Zuwendungen an die Kirche. Schulfragen wurden ausgeklammert, aber die akademische Ausbildung der Geistlichen geregelt. Geklärt wurden auch die Form der Bischofswahl und vergleichbare Fragen.
Von verschiedener Seite gab es gegen das Konkordat Widerstand. Die evangelische Kirche, unterstützt von DNVP und DVP, sah darin eine Stärkung der katholischen Konfession. Auch die Freidenker in der SPD lehnten die Vereinbarung ab.
Während es gelang, die katholische Bevölkerung für das neue Preußen zu gewinnen, war dies in Hinblick auf die überzeugten Protestanten schwieriger. Mit der Revolution verloren die Protestanten der Preußischen Union mit dem König ihre oberste Spitze. Er war offiziell oberster Bischof („summus episcopus“) der Union und hatte weit reichende Rechte bis in die Gestaltung der Liturgie hinein. Insbesondere Wilhelm II. hatte diese Aufgabe sehr ernst genommen, und so fehlte vielen Protestanten eine wichtige Orientierungsfigur. Es gelang kaum, den Protestantismus für den republikanischen Staat zu gewinnen. Ein beträchtlicher Teil der überzeugten Protestanten wählte die antidemokratische und nationalistische DNVP. Nicht zufällig hieß das Motto des evangelischen Kirchentages von 1927 „Volk und Vaterland“. Auch antisemitische Einflüsse, gerade auch an den theologischen Fakultäten, gewannen an Gewicht.
Ein Kirchenvertrag mit den evangelischen Landeskirchen in Preußen (Altpreußische Union, Frankfurt/Main, Hannover (lutherisch), Hannover (reformiert), Hessen-Kassel, Nassau, Schleswig-Holstein sowie Waldeck und Pyrmont) kam erst 1931 zu Stande. Auf staatlicher Seite maßgeblich vorangetrieben wurde er von Adolf Grimme (SPD), der inzwischen Kultusminister geworden war. Auf Widerstand in der Kirche stieß eine „politische Klausel“, die ähnlich wie beim Konkordat mit der katholischen Kirche den Einspruch des Staates bei der Besetzung hoher kirchlicher Stellen regelte.

### Preußen und die Krise der Republik

#### Blutmai 1929
Teilweise mit drastischen Mitteln versuchte die preußische Regierung sich gegen die zunehmende Radikalisierung von links und rechts zu stellen. Im Dezember 1928 hatte der Berliner Polizeipräsident Karl Zörgiebel nach politischen Zusammenstößen zwischen Kommunisten, Nationalsozialisten, aber auch Sozialdemokraten in Berlin ein Verbot aller Demonstrationen und Versammlungen unter freiem Himmel erlassen. Dieses Verbot galt auch für den 1. Mai 1929. Die KPD hielt sich nicht daran und rief zu einer Massendemonstration auf. Es kam zu bürgerkriegsähnlichen Kämpfen zwischen Polizei und kommunistischen Anhängern. Zörgiebel hatte ein hartes Durchgreifen angeordnet und war mit Zustimmung der SPD entschlossen, ein Exempel zu statuieren. Insgesamt kosteten die Kämpfe – in die Geschichte als „Blutmai“ eingegangen – 30 Menschenleben, und es gab fast 200 Verletzte. Mehr als 1200 Personen wurden verhaftet. Die Vermutung, dass die KPD den gewaltsamen Umsturz geplant habe, ließ sich nicht beweisen. Erst später abgefangene Telegramme aus Moskau schienen dies anzudeuten. Die preußische Regierung drängte auf ein Verbot der KPD und aller ihrer Nebenorganisationen. Severing, der inzwischen Reichsinnenminister war, lehnte dies als unklug und undurchführbar ab. Preußen verbot daraufhin den Rotfrontkämpferbund. Dem schlossen sich bis auf Braunschweig auch die übrigen Länder an.
Die Vorgänge verstärkten in der KPD die antisozialdemokratische Haltung. Ernst Thälmann nannte den „Sozialfaschismus“ der SPD eine besonders gefährliche Form des Faschismus. Gegen den „Hauptfeind“ SPD sei die Politik der KPD zu richten.

#### Bollwerk der Demokratie

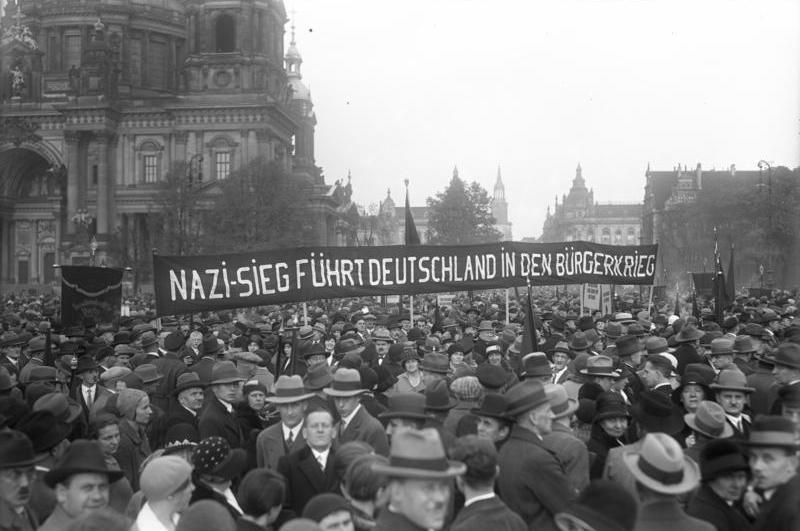
Antinationalsozialistischer Aufmarsch der SPD im Berliner Lustgarten 1930

Auch nach der Bildung des Präsidialkabinetts von Heinrich Brüning und der Reichstagswahl von 1930, die den parlamentarischen Durchbruch der NSDAP bedeutete, arbeitete Preußens Regierung fortgesetzt für Demokratie und Republik. Das Uniformverbot für die NSDAP wurde ebenso wenig aufgehoben wie die Bestimmung, dass Beamte nicht den verfassungsfeindlichen Parteien KPD und NSDAP angehören durften. Im Zeichen der Krise kehrte Severing im Oktober 1930 wieder in das Amt des Innenministers zurück. Seinen Vorgänger Grzesinski setzte er als Berliner Polizeipräsidenten ein. Braun, Severing und Heilmann unterstützten aus Mangel an politischen Alternativen den Kurs der SPD zur Tolerierung Brünings.
Anders als zur Zeit der Regierung Müller im Reich blockierte Brüning zeitweise die Zusammenarbeit mit Preußen gegen die NSDAP. So wurde im Dezember 1931 die Vollstreckung eines vom Berliner Polizeipräsidenten Grzesinski erlassenen Haftbefehls für Adolf Hitler von der Reichsregierung verhindert. Die preußische Regierung legte der Reichsregierung daraufhin ein umfangreiches Dossier vor, mit dem die verfassungsfeindlichen Aktivitäten der NSDAP nachgewiesen wurden. Die Regierung Braun kündigte daraufhin ein Verbot der SA in Preußen an. Erst auf diesen Druck hin trug auch Brüning das Verbot aller paramilitärischen Einheiten der NSDAP auf Reichsebene mit.

#### Volksentscheid zur Auflösung des Landtags
Von Seiten der Nationalsozialisten wurde Preußen als wichtiges strategisches Ziel zur Eroberung der Macht angesehen. Joseph Goebbels schrieb 1930: „Der Schlüssel zur Macht in Deutschland liegt in Preußen. Wer Preußen hat, hat auch das Reich.“ Auch andere Teile der Rechten sahen dies ähnlich. 1929 hatte die Regierung Braun den Stahlhelm in Rheinland und Westfalen wegen Verstoßes gegen die Entmilitarisierungsbestimmungen des Versailler Vertrags verboten. Als 1930 nach Inkrafttreten des Youngplans das seit 1918 besetzte Rheinland geräumt werden sollte, erzwang Reichspräsident Paul von Hindenburg, der Ehrenmitglied dieser republikfeindlichen Organisation war, die Aufhebung des Verbots mit der Drohung, andernfalls werde er an den anstehenden Feierlichkeiten in Koblenz nicht teilnehmen.
Ende Mai 1931 griff Stahlhelm-Führer Franz Seldte die „marxistische“ preußische Regierung auf dem Reichsfrontsoldatentag in Breslau scharf an. Er kündigte ein Volksbegehren zur vorzeitigen Auflösung des preußischen Landtags an. Unterstützt wurde der Stahlhelm unter anderem von der DVP, der DNVP und der NSDAP. Für das Volksbegehren sprachen sich 5,96 Millionen Stimmberechtigte aus. Auch wenn dies nur wenig mehr als die notwendigen 20 % waren, kam es daraufhin am 9. August 1931 zu einem Volksentscheid. Auf Druck Stalins und der Komintern, die in dieser Zeit den Kampf gegen die „sozialfaschistische“ SPD als wichtiger erachteten als den Widerstand gegen die extreme Rechte, wurde der Volksentscheid auch von der KPD unterstützt. Insbesondere weil zahlreiche kommunistische Wähler diesem Kurs nicht folgten, scheiterte die Abstimmung. Anstatt der nötigen mehr als 50 % kamen nur 37,1 % der Stimmberechtigten zusammen.

#### Landtagswahl 1932
- KPD: 57
- SPD: 94
- DStP: 2
- Z: 67
- DVP: 7
- CSVD: 2
- DNVP: 31
- NSDAP: 162
- DHP: 1

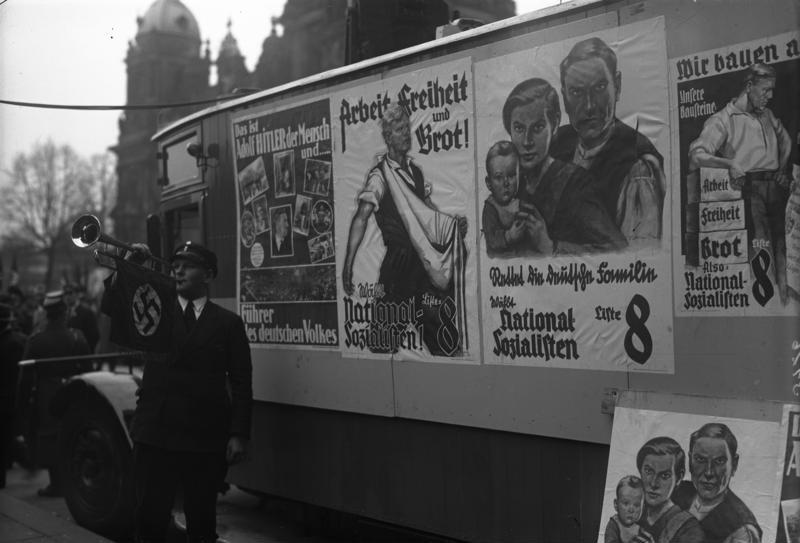
Wahlplakate der NSDAP zur preußischen Landtagswahl

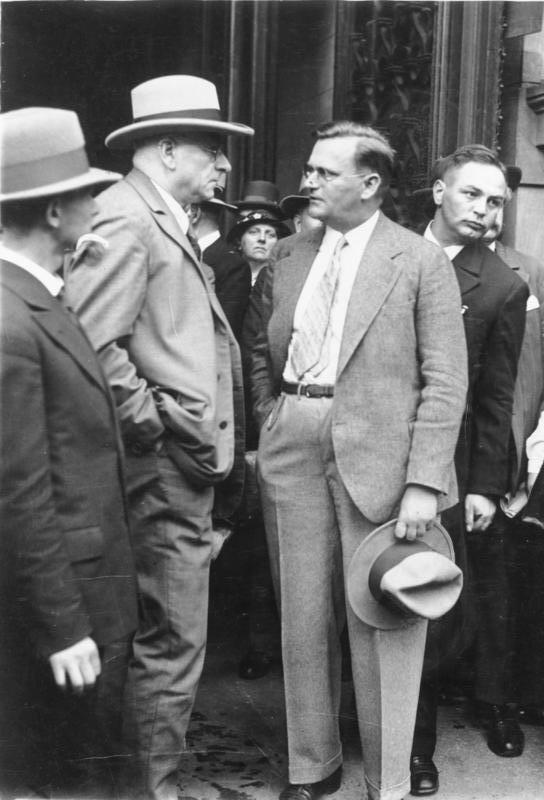
Konstituierende Sitzung des preußischen Landtags (Otto Braun und Adolf Grimme am 24. Mai 1932 vor dem Landtagsgebäude)

Nach der Reichspräsidentenwahl von 1932, bei der sich Hindenburg, unterstützt von Deutscher Staatspartei, Zentrum und SPD, gegen Hitler und Thälmann durchsetzen konnte, standen in Preußen und anderen Ländern Landtagswahlen an. Da die Koalitionsparteien angesichts der politischen Radikalisierung von einem schlechten Abschneiden des demokratischen Lagers ausgehen mussten, kam es auf Betreiben von Ernst Heilmann, dem Vorsitzenden der SPD-Fraktion, zur Änderung der Geschäftsordnung. Es wurde eine Vorform des konstruktiven Misstrauensvotums eingeführt, um so die Abwahl des Ministerpräsidenten durch eine rein negative Mehrheit zu verhindern. Für die Wahl des Ministerpräsidenten war fortan die absolute Mehrheit nötig.

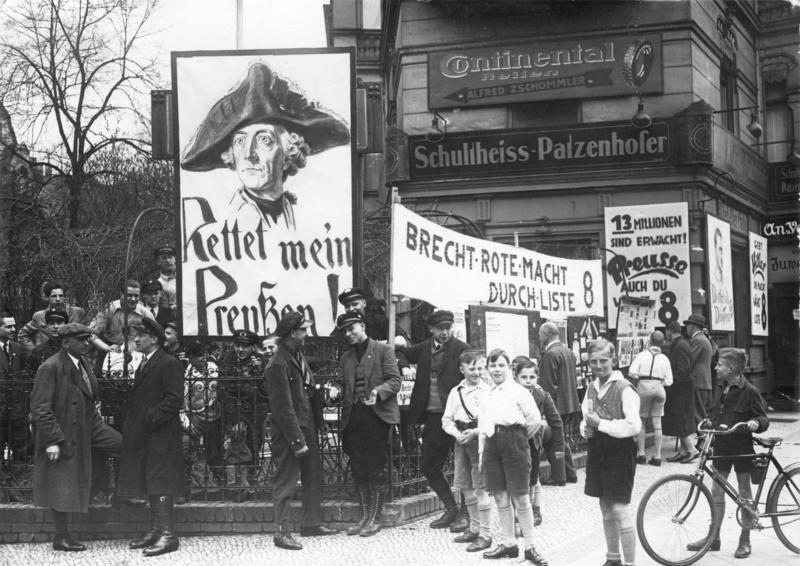
Wahlkampf der NSDAP in Berlin

Tatsächlich waren die Befürchtungen berechtigt. Die SPD sank auf 21,2 % ab. Die DDP (jetzt Deutsche Staatspartei genannt) schrumpfte mit 1,5 % fast zur Bedeutungslosigkeit. Dagegen wuchs die NSDAP von 2,9 % auf 36,2 % an und wurde mit 162 Mandaten stärkste Fraktion. Die Koalition hatte ihre Mehrheit verloren und kam zusammen nur noch auf 163 Mandate. Allein KPD und NSDAP verfügten nun zusammen mit 219 Mandaten über eine negative Mehrheit.
Die Regierung trat danach zurück, blieb aber bis zur Neuwahl eines neuen Ministerpräsidenten geschäftsführend im Amt. Ähnliche Konstruktionen gab es auch in anderen Ländern.
Symbolisch für den politischen Wandel wurde die Wahl des Nationalsozialisten Hanns Kerrl zum Landtagspräsidenten.
Die Suche nach einer neuen mehrheitsfähigen Regierung erwies sich als erfolglos. Verhandlungen gab es etwa zwischen Zentrum und NSDAP. Aber diese auch von Severing und Braun für wahrscheinlich gehaltene Lösung scheiterte. Es gelang aber auch nicht, eine Mehrheit zur erneuten Revision der veränderten Geschäftsordnung zu finden. Damit schien die geschäftsführende Regierung auf unabsehbare Zeit weiterregieren zu können. Vor allem Ernst Heilmann versuchte diese Regierung zu stabilisieren. Er versuchte die KPD zu überzeugen, die geschäftsführende Regierung zu tolerieren. Da diese inzwischen die Sozialfaschismusthese zu Gunsten einer Einheitsfronttaktik abgeschwächt hatte, war dieser Versuch zumindest nicht von vorneherein aussichtslos. Letztlich kam es aber nicht dazu.
Otto Braun hatte in dieser Zeit bereits resigniert. Am 4. Juni 1932 übergab er seine Befugnisse an seinen Stellvertreter Hirtsiefer und zog sich fast gänzlich zurück.

#### „Preußenschlag“

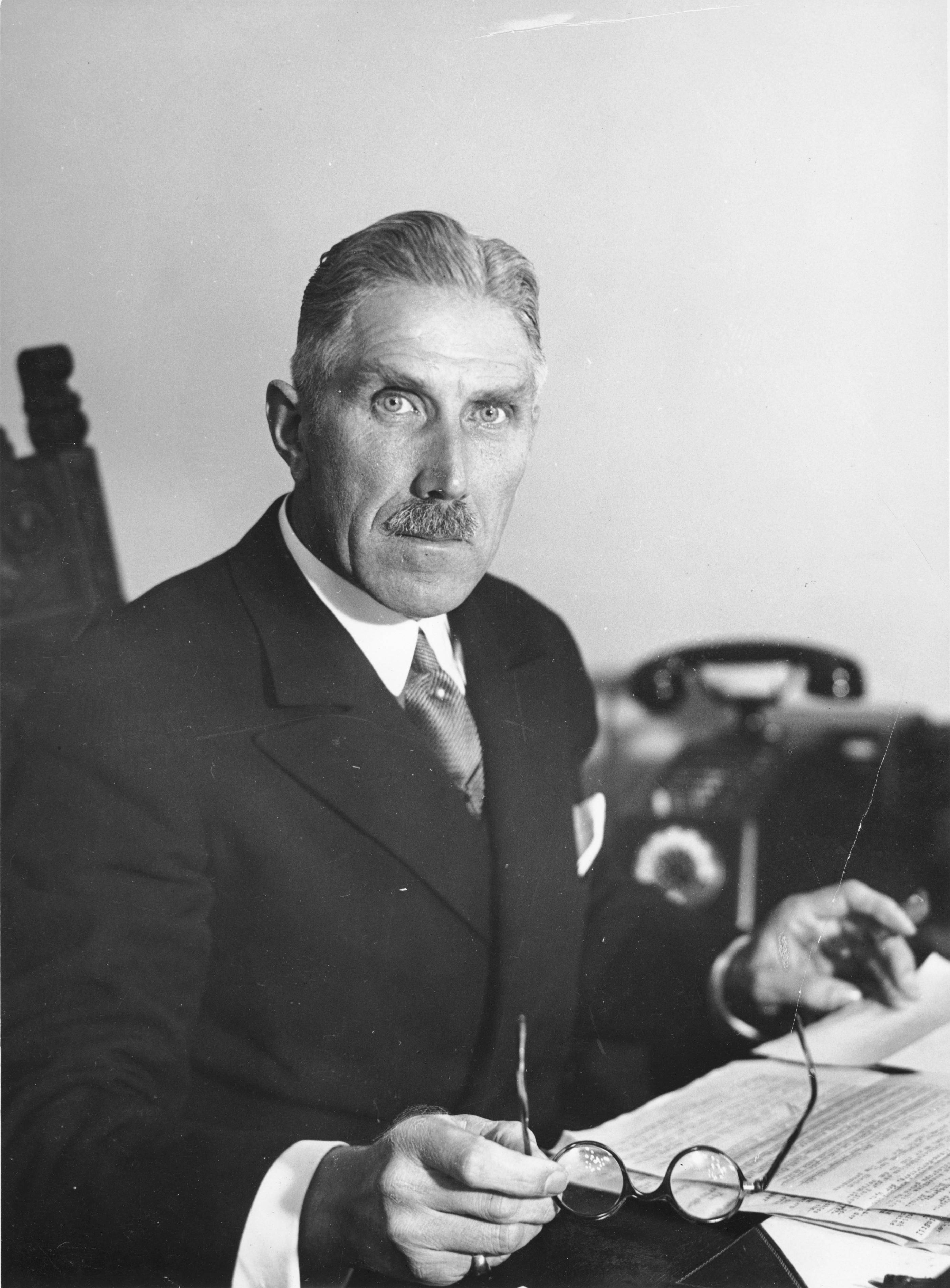
Franz von Papen war als Reichskanzler verantwortlich für den „Preußenschlag“ (Foto von 1933)

Das Kabinett Papen übte im Hintergrund Druck auf die rasche Wahl eines neuen Ministerpräsidenten auf Basis einer Zusammenarbeit von NSDAP und Zentrum aus. Es kam zwar zu Koalitionsverhandlungen; allerdings zeigte sich das Zentrum nicht bereit, einen nationalsozialistischen Ministerpräsidenten zu wählen. Die Reichsregierung drohte am 11. Juni erstmals mit der Einsetzung von Reichskommissaren. Den Anlass bot der so genannte Altonaer Blutsonntag vom 17. Juli 1932. In dem zu Preußen gehörenden Altona war es zu gewaltsamen Auseinandersetzungen zwischen Anhängern der KPD, der NSDAP und Angehörigen der Polizei gekommen. Dies war die Gelegenheit, eine bereits angefertigte, aber noch nicht datierte Notverordnung mit dem Titel „Wiederherstellung der öffentlichen Sicherheit und Ordnung im Gebiet des Landes Preußen“ am 20. Juli 1932 einzusetzen. Danach wurden die Mitglieder des geschäftsführenden preußischen Staatsministeriums ihrer Ämter enthoben. Papen wurde zum Reichskommissar für Preußen ernannt. Sein Stellvertreter wurde Franz Bracht. Auf die Frage von Papen an Severing, ob er bereit sei, freiwillig seinen Posten zu räumen, antwortete dieser „dass ich bei meiner Auffassung über das Vorgehen der Reichsregierung nicht daran denken kann, freiwillig mein Amt zu verlassen. Ich werde darum nur der Gewalt weichen.“
Über Berlin und die Provinz Brandenburg wurde der Ausnahmezustand verhängt. Die Polizei wurde dem Befehl des Generals Gerd von Rundstedt unterstellt. Hochrangige Polizeiführer wurden verhaftet. Zu einer aktiven Gegenwehr, etwa durch einen Generalstreik durch SPD und Gewerkschaften, kam es nicht. Auch das Reichsbanner Schwarz-Rot-Gold wurde nicht mobilisiert.
In der Folge begannen von Papen und Bracht damit, führende Beamte und andere Führungskräfte, die den Parteien der Regierung Braun nahestanden, von ihren Posten zu entfernen. An ihre Stelle traten meist konservative Beamte.
Die geschäftsführende Regierung reagierte noch am Tag des Preußenschlages mit einer Klage vor dem Staatsgerichtshof in Leipzig. Vertreten wurde die Fraktion der SPD im preußischen Landtag von Hermann Heller und die Reichsregierung von Carl Schmitt. Am 25. Oktober 1932 bekam die Staatsregierung insofern Recht, als ihre Aufhebung rechtswidrig gewesen sei. Die geschäftsführende Regierung erhielt das Recht, Preußen vor dem Landtag, dem Staatsrat, dem Reichsrat und den anderen Ländern zu vertreten. Allerdings urteilten die Richter, dass eine „vorübergehende“ Einsetzung von Reichskommissaren verfassungskonform sei. In der Folge hatte Preußen faktisch zwei Regierungen: die Regierung Braun ohne Zugriff auf den Verwaltungsapparat und das Reichskommissariat, das die eigentlichen Machtressourcen kontrollierte.
Joseph Goebbels bilanzierte nach der faktischen Absetzung der Regierung Braun in seinem Tagebuch: „Die Roten sind beseitigt. Ihre Organisationen leisten keinen Widerstand. […] Die Roten haben ihre große Stunde gehabt. Die kommen nie wieder.“

## Beginn der Zeit des Nationalsozialismus
Nach der Einsetzung der Regierung Hitler wurde Hermann Göring Reichskommissar des Inneren für Preußen. Das Amt des Reichskommissars selbst wurde, abweichend von der bisherigen Regelung, nicht vom Reichskanzler (Hitler), sondern vom Vizekanzler, also wieder Franz von Papen, übernommen. Die Ersetzung politisch nicht genehmer Beamter wurde verstärkt. Die Göring unterstellte preußische Polizei war ein wichtiges Element zur Durchsetzung der nationalsozialistischen Herrschaft. So ging etwa aus der politischen Polizei Preußens die Gestapo hervor.
Um den Weg zur Landtagsauflösung frei zu machen, wurde Ministerpräsident Braun am 6. Februar durch eine Notverordnung seines Amtes enthoben. Verfassungsgemäß konnte nun ein Dreierkollegium aus von Papen, Landtagspräsident Kerrl und dem Vorsitzenden des Staatsrates Adenauer über die Auflösung des Landtages entscheiden. Adenauer widersetzte sich dem und verließ die Verhandlungen. Daraufhin wurde von den verbliebenen Mitgliedern des Kollegiums die Auflösung beschlossen.
Am 17. Februar 1933 erließ Göring den „Schießerlaß“, der es erlaubte, mit rücksichtsloser Gewalt gegen politische Gegner vorzugehen. SA, SS und Stahlhelm wurden zu „Hilfspolizisten“ ernannt. Der Reichstagsbrand ermöglichte es, mit der Verordnung zum Schutz von Volk und Staat nicht nur zahlreiche Grundrechte außer Kraft zu setzen und die Verfolgung der politischen Gegner zu intensivieren, sondern auch die Befugnisse der Länderregierungen weitgehend aufzuheben.
- KPD: 63
- SPD: 80
- DStP: 3
- Z: 68
- DVP: 8
- KSWR: 43
- NSDAP: 211

Die neue Reichsregierung drängte auf ein endgültiges Ende der geschäftsführenden Regierung Braun. Bei der Neuwahl des preußischen Landtags am 5. März kam die NSDAP auf 44,3 %, die Kampffront Schwarz-Weiß-Rot, die ebenfalls in der Hitlerregierung vertreten war, auf 8,9 %. Dadurch hatten die NSDAP und die Kampffront die absolute Mehrheit. Auch wenn die NSDAP nicht die Mehrheit erreichte, gewann sie selbst in katholischen Regionen deutlich dazu. Da die Nationalsozialisten in vielen Städten auch bei den Kommunalwahlen am 12. März 1933 trotz Zuwächsen keine Mehrheit hatten, erfolgte die Übernahme der Macht durch politische Manipulationen. Mit dem preußischen Gemeindeverfassungsgesetz vom 15. Dezember 1933 wurden die gewählten Gemeindeparlamente durch ernannte Gemeinderäte ersetzt.
Am 22. März 1933 konstituierte sich der neue preußische Landtag. Wie im Reich waren die Mandate der kommunistischen Abgeordneten aberkannt und viele von ihnen verhaftet worden. Der Landtag bestätigte die Absetzung der Regierung Braun, die daraufhin auch offiziell zurücktrat. Auf die Wahl eines neuen Ministerpräsidenten verzichtete der Landtag. Durch die Gleichschaltungsgesetze vom 31. März und 7. April 1933 wurde auch Preußen dem Reich unterstellt. Am 11. April wurde Göring von Hitler zum preußischen Ministerpräsidenten ernannt. Ein letztes Mal kam der Landtag am 18. Mai 1933 zusammen. Er stimmte einem Ermächtigungsgesetz zu, mit dem das Gesetzgebungsrecht auf das Staatsministerium überging. Allein die SPD verweigerte sich dem. Dies bedeutete das endgültige Ende des demokratischen Systems in Preußen.

## Agonie und Ende
Die Nationalsozialisten begannen sofort damit, Preußen in ihrem Sinne neu zu interpretieren. Damit konnten sie an Tendenzen im rechten politischen Spektrum der 1920er-Jahre anknüpfen, in denen das Preußen Friedrichs II. und das Preußen Otto von Bismarcks und deren „preußischer Sozialismus“ gegen Liberalismus und Sozialdemokratie ins Feld geführt wurden. Die Eröffnung des neugewählten Reichstags wurde von Goebbels am 21. März 1933 als Tag von Potsdam als Versöhnung des nationalsozialistischen Staates mit dem alten Preußen symbolträchtig inszeniert. Dahinter steckte auch das Ziel, die alten Eliten auf die Seite des neuen Regimes zu ziehen. Eine Restauration der Monarchie, wie von diesen vielfach erhofft, erwogen die neuen Machthaber nicht ernsthaft.
Stattdessen wurden die Strukturen des Landes immer mehr ausgehöhlt. Durch die Erste Verordnung zur Vereinheitlichung und Verbilligung der Verwaltung vom 19. Juli 1934 wurden die Landesministerien faktisch mit den Reichsministerien vereinigt. In Preußen blieb aus technischen Gründen nur das Finanzministerium bestehen. Am 27. November 1934 wurde die Zweite Verordnung über den Neuaufbau des Reichs erlassen, durch die die preußischen Oberpräsidenten mit den Reichsstatthaltern der anderen Länder gleichgestellt wurden. De facto hatte damit der Staat Preußen aufgehört zu existieren.
In der Zeit des Nationalsozialismus gelang es den neuen Machthabern durchaus erfolgreich, an die preußischen Traditionen der Disziplin und Hingabe an den Staat zu appellieren. Die preußische Verwaltungseffizienz wurde für die Zwangs- und Terrorherrschaft missbraucht. Im preußisch geprägten Offizierskorps verweigerten sich Hitler nur wenige mit Berufung auf Preußen.
Auch im Ausland bestimmte das Bild vom vor- und antidemokratischen Preußen das Urteil über das Land entscheidend mit. Dies war einer der Hauptgründe, weshalb die Alliierten in der Auflösung Preußens eine wesentliche Voraussetzung für eine Demokratisierung Deutschlands sahen. Nachdem am 23. August 1946 mit der Bildung eigenständiger Länder in der britischen Besatzungszone der Fortbestand Preußens verneint worden war, bestimmte das Kontrollratsgesetz Nr. 46 ausdrücklich die Auflösung Preußens.